# María Estela Martínez de Perón
María Estela Martínez Cartas de Perón (La Rioja, 4 de febrero de 1931), más conocida por su nombre de confirmación católica Isabel Perón o Isabelita, es una expolítica y bailarina argentina que fue presidenta de la Nación Argentina desde el 1 de julio de 1974 hasta su derrocamiento el 24 de marzo de 1976. Previamente, durante el tercer mandato de Juan Domingo Perón como presidente, ocupó los cargos de vicepresidenta y primera dama de Argentina en el período conocido como el «tercer peronismo» (1973-1976). Fue la primera mujer presidenta de su país y la primera mujer en el mundo en ocupar la jefatura de Estado y gobierno de un país republicano con un sistema presidencial.
Radicada en 1961 en Madrid, España, debido al exilio de su esposo Juan Domingo Perón, fue designada como su delegada personal en la Argentina en dos ocasiones. Con el regreso de Perón a la Argentina en 1973, se radicó junto a él en Argentina y luego de la renuncia del presidente Héctor J. Cámpora fue elegida para integrar la fórmula presidencial del Frente Justicialista de Liberación (Frejuli) en las elecciones presidenciales de septiembre de 1973, en las cuales el binomio Perón-Perón se impuso con el 61,85% de los votos, asumiendo sus cargos el 12 de octubre de 1973.
La presidencia de Martínez de Perón es por lo general retratada de forma negativa, caracterizada por un deterioro persistente de las libertades políticas y civiles, y por un giro significativo en el peronismo hacia la derecha, fuertemente influenciado por José López Rega, miembro de la organización anticomunista secreta Propaganda Due ligada a la CIA y jefe de la organización parapolicial terrorista Triple A, que se desempeñaba como ministro de Bienestar Social y bajo su gobierno fue considerado un virtual «primer ministro». Martínez de Perón firmó el primero de los llamados decretos de aniquilamiento que fueron utilizados por las fuerzas militares, policiales y parapoliciales para proceder a la tortura, secuestro y ejecución sin juicio de personas consideradas «subversivas».
Durante su gobierno se produjeron cientos de asesinatos y desapariciones y comenzaron a funcionar los primeros centros clandestinos de detención bajo control de las Fuerzas Armadas. Bajo su mandato se produjo el «Rodrigazo», un macro ajuste de las variables económicas que significó un serio deterioro de las condiciones de vida de la población y produjo una fuerte reacción de los sindicatos y una grave crisis política que llevó a la renuncia de López Rega. Con el fin de preservar las instituciones constitucionales, Martínez de Perón anunció el adelanto de las elecciones presidenciales a octubre de 1976 pero el 24 de marzo de ese mismo año un golpe de Estado puso fin al régimen constitucional e instauró una dictadura cívico-militar autodenominada «Proceso de Reorganización Nacional».
Tras su derrocamiento, Martínez de Perón fue puesta bajo arresto domiciliario, siendo liberada solo cinco años después, en 1981. Después de ello se radicó en España, donde reside hasta el día de hoy. Desde su llegada al gobierno fue presidenta nominal del PJ hasta febrero de 1985, cuando fue sucedida, primero por Vicente Saadi (en calidad de presidente interino del Congreso Nacional Justicialista), y más tarde por Antonio Cafiero, jefe de la «renovación peronista» quien ganó las elecciones partidarias del año 1987.
A comienzos de 2007, a raíz de la reapertura de causas judiciales por asesinatos políticos realizados durante su gobierno se solicitó su extradición a Argentina. La Audiencia Nacional española resolvió que los delitos cometidos durante su mandato no podían ser considerados de lesa humanidad y que por ello habían prescrito. Desde su derrocamiento en adelante y con la excepción de una serie de apariciones menores en las décadas de 1980 y 1990, Martínez de Perón se ha mantenido en general fuera de la esfera pública, rechazando conceder entrevistas y evitando emitir opiniones políticas. Desde el fallecimiento de Roberto Marcelo Levingston en 2015, Martínez de Perón es la exjefe del Estado argentino que más tiempo ha sobrevivido al término de su gobierno. Tras la muerte de Carlos Menem en 2021, es la única exjefe de estado argentino viva del siglo XX.
El legado de Martínez de Perón es históricamente controvertido, aún entre las propias filas del justicialismo. Sus críticos suelen calificarla como una presidenta «inoperante», «débil» o «desorientada» que se mantuvo influida por variadas figuras de poder, mientras que otros la consideran responsable consciente de la represión política ocurrida durante su presidencia. Algunas figuras dentro y fuera del peronismo consideran a su gobierno como un factor detonante tanto del golpe de Estado como de la primera derrota electoral del justicialismo tras el final de la dictadura y vuelta a la democracia en 1983. Existe un amplio consenso histórico sobre el hecho de que Martínez de Perón carecía de la experiencia política necesaria para ocupar el cargo, y que esto motivó en gran medida la influencia indebida de otras personas en sus acciones políticas así como su caída del poder anticipada.

## Primeros años
María Estela Martínez Cartas nació el 4 de febrero de 1931 en la ciudad capital de la provincia de La Rioja, al norte de Argentina, en el seno de una familia de clase media. Sus padres fueron Carmelo Martínez (1893-1938), un radical y empleado bancario de la Ciudad de Buenos Aires que había sido destinado al distrito riojano, y su esposa María Josefa Cartas (1897-1966). Su prima era la reconocida artista argentina Juanita Martínez.
Tras el fallecimiento de su padre en 1938, Martínez Cartas, por entonces de siete años de edad, fue enviada a Buenos Aires a vivir con José Cresto y su esposa, Isabel Zoila Gómez de Cresto, quienes dirigían una escuela espiritista y fueron sus padres adoptivos. Se distanció de su familia biológica después de su separación y permaneció con el matrimonio Cresto desde entonces. María Estela concluyó sus estudios después de quinto grado de primaria en Buenos Aires; sus estudios de la escuela secundaria los realizó en su casa. Durante su adolescencia estudió danzas españolas, ballet, canto e inglés. Se recibió de profesora de piano y de Idioma francés en la Alianza Francesa.
Martínez de Perón rompió relaciones con su familia biológica tiempo antes de su matrimonio con Perón. Al momento de su viaje a la Argentina en 1965 y 1966 como delegada de su marido, su madre (que enfermó y falleció pocos meses más tarde) intentó visitarla pero Martínez de Perón se negó a recibirla, lo que fue retratado duramente por la prensa antiperonista. Su hermano Carlos Ernesto Martínez intentó también visitarla, sin éxito, y fue arrestado en marzo de 1966 bajo supuestos cargos de asalto, lo que llevó a que su familia denunciara que la detención tuvo motivos políticos.

## Carrera artística

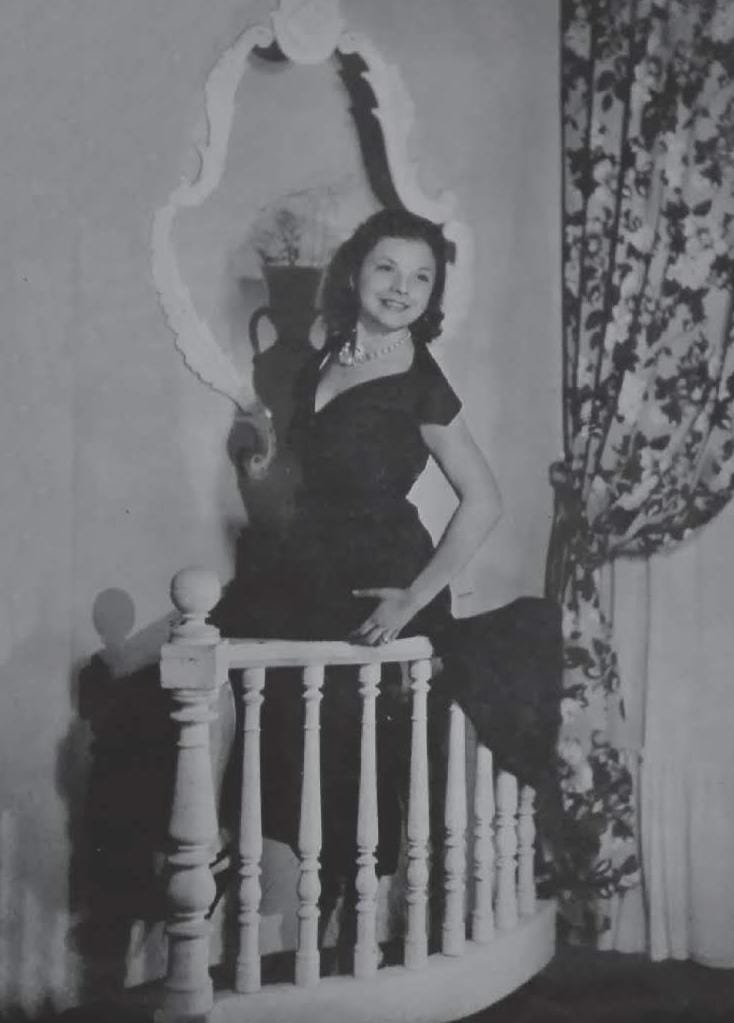
María Estela Martínez en una presentación artística en el teatro Municipal de Mendoza, en 1955.

Comenzó su carrera como bailarina adoptando el nombre artístico de «Isabel» o «Isabelita», que había elegido como su nombre de confirmación en referencia a la santa Isabel de Portugal.
A sus jóvenes veinte años ingresó al cuerpo de baile del Teatro Nacional Cervantes, luego se unió a una compañía de danzas dentro de la cual inició una gira por América Latina, viajando a Uruguay, Colombia y Venezuela.
En 1952 es convocada por el empresario español Emilio Redondo para incorporarla a su cuerpo de baile, realizando durante dos años giras por distintas provincias argentinas, tales como Córdoba, Entre Ríos y Santa Fe.
Luego, el año 1953 ingresó a la compañía de baile del Teatro Avenida, compartiendo escenarios con Haydée Padilla y haciendo giras en Uruguay, el país vecino.
Más tarde, en 1955, fue convocada por el español Faustino García para que integrase su cuerpo de ballet, con quien realizó una gira por Chile, Perú, Colombia y Panamá, lugar donde más tarde conocería a Juan Domingo Perón.

## Encuentro y matrimonio con Perón

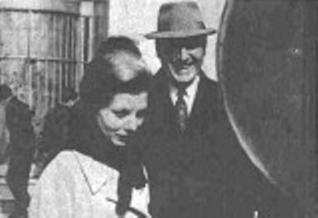
Martínez de Perón y Perón en las calles de Madrid, España, alrededor de 1961.

Entre diciembre de 1955 y enero de 1956 Martínez viajó a Panamá, como parte de la gira de la compañía Joe Herald's Ballet por América Latina. La fecha de su llegada a dicho país es desconocida, con versiones que afirman que ya se encontraba ahí en diciembre de 1955 y otras que citan que su viaje fue el 28 de enero de 1956. Por entonces, el expresidente Juan Domingo Perón se encontraba exiliado después del golpe de Estado de septiembre de 1955 que había derrocado a su gobierno e instaurado una dictadura militar autodenominada «Revolución Libertadora», la cual proscribió al peronismo y al propio Perón de la vida política argentina. De acuerdo con las primeras versiones, el 22 de diciembre de 1955 Perón fue invitado a presenciar un espectáculo en el cual se presentó Martínez, por lo que supuestamente allí fue su primer encuentro. Existen también numerosas versiones sobre cómo y cuándo Martínez conoció a Perón de manera formal.
Una primera versión estableció que Carlos Pascali, exembajador argentino en Panamá, llevó a Martínez al departamento que el expresidente exiliado ocupaba en la capital panameña y que allí se conocieron de manera formal. Una segunda versión estableció que, luego de enterarse de su presencia en un espectáculo que presentó, la propia Martínez se acercó a Perón por su cuenta y le solicitó un trabajo, almorzando con él y luego recibiendo un cuarto dentro del mismo departamento. Finalmente, una tercera versión afirmó que Perón asistió al espectáculo y, satisfecho con este, regaló pequeñas medallas a las bailarinas a modo de felicitación, incluyendo una a Martínez, quien se habría presentado a él después de esto. La mayoría de las versiones coinciden en que Martínez le solicitó trabajar como su secretaria o asistente personal, afirmando que podría hacerlo sin cobrar. A fines de enero de 1956, Perón y Martínez ya habían iniciado una relación íntima y vivían juntos. Al momento de conocerse, Perón tenía alrededor de sesenta años, mientras que Martínez cumplió los veinticinco poco tiempo después de conocerlo.
Tras una breve estadía en Panamá, Martínez acompañó a Perón cuando se encontraban trasladándose a Caracas, Venezuela, el 8 de agosto de 1956, donde mantuvieron una vida modesta debido a las condiciones económicas del exilio. Permanecieron en dicho país durante poco más de un año, cuando una sublevación militar derrocó al gobierno autoritario Marcos Pérez Jiménez en enero de 1958. Ante el temor de un atentado contra su vida, Perón y Martínez se refugiaron en la embajada de la República Dominicana, a donde resolvieron trasladarse por separado bajo el auspicio del dictador dominicano Rafael Trujillo. Perón viajó el 27 de enero de 1958, mientras que Martínez lo hizo días más tarde. Residieron en la República Dominicana durante casi dos años exactos, y el 26 de enero de 1960 se trasladaron hacia España como parte de una maniobra para garantizar su partida por parte del gobierno argentino de Arturo Frondizi, el régimen trujillista y del dictador español Francisco Franco.

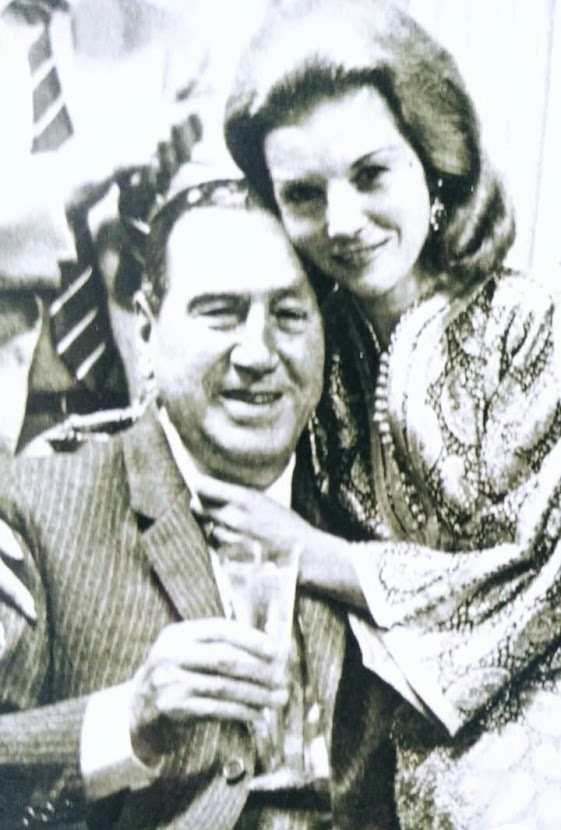
María Estela junto a su esposo Juan Domingo Perón.

Existen una amplia divergencia de fuentes y versiones sobre cuándo se produjo el matrimonio entre Perón y Martínez, así como de los motivos ulteriores del enlace. Algunas fuentes coinciden en que en realidad Perón no tenía intención de casarse con su secretaria, manteniéndola como concubina, pero que el régimen duramente conservador de la España franquista lo presionó para que «normalizara» su situación conyugal, no viendo con buenos ojos que el expresidente exiliado —siendo dos veces viudo— mantuviera una relación de convivencia con una mujer mucho más joven que él. La versión oficial establece que el matrimonio se produjo a través de la Iglesia Católica el 15 de noviembre de 1961, en la residencia del médico personal de Perón, Francisco Flores Tascón. Otra versión, sin embargo, afirma que el matrimonio tuvo lugar muchos meses antes, el 2 o el 5 de enero del mismo año y que se mantuvo un período de espera para, al fin, hacerlo público.  Fue el tercer y último matrimonio de Perón, que había enviudado dos veces antes, con su primera esposa Aurelia Tizón (1902-1938) y con su segunda esposa y primera dama durante su presidencia, Eva Duarte (1919-1952); quien fue también una figura histórica dentro del peronismo. Martínez de Perón acompañó a su esposo durante el resto de su exilio en su residencia en Puerta de Hierro. Perón se refirió afectuosamente a su esposa como «Chabela» o «Chabelita», mientras que esta utilizó en público el nombre de «Isabel Perón» desde entonces.
Con posterioridad, Martínez de Perón afirmó que durante su estancia en Madrid quedó embarazada de su marido en dos ocasiones, en ambas sufriendo abortos espontáneos. Esto último, sin embargo, contradice las versiones históricas que afirman que Perón era estéril después de un accidente en su juventud, y que no tuvo hijos por ese motivo con ninguna de sus dos esposas anteriores.

### Preparación política
Martínez de Perón al momento de conocer al General Perón contaba con escasos conocimientos políticos, estando sus saberes afianzados en materias artísticas y religiosas. Durante los casi veinte años de relación con el general, éste la convirtió en su alumna para que fuera de utilidad en el movimiento peronista, así fue que la adiestró en el uso de las armas de fuego, del telégrafo y de la esgrima, pero principalmente sus enseñanzas fueron sobre historia, filosofía, Derecho argentino y diplomacia. Martínez de Perón fue representante de Perón en las reuniones que él presidía en el exilio con distintas figuras de la política de la época.
Por ello, en la campaña presidencial, Martínez de Perón argumenta no poseer grandes títulos, pero si tener el orgullo de ser la alumna de Perón.

## Comienzos en la política

### Primer viaje a la Argentina y conflicto con el «peronismo sin Perón»

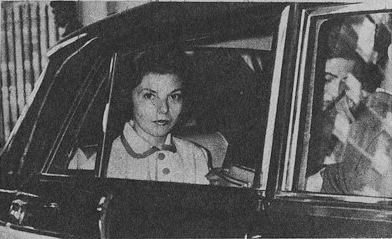
Martínez de Perón durante su primer viaje a la Argentina como delegada personal de su marido; enero de 1966.

Tras el derrocamiento de Perón y la proscripción del peronismo de la vida política argentina, el país vivió un período de inestabilidad política persistente, con gobiernos electos y una reforma constitucional cuestionados en su legitimidad (retiro de la Convención Constituyente de 1957 de la UCRI y otros partidos cuestionando su legitimidad, proscripción del peronismo y del comunismo; golpe de Estado contra Frondizi; detención ilegal del presidente Frondizi, anulación por presión militar de las elecciones de 1962, suspensión del Congreso, intervención de las provincias en 1962). Tras la ruptura del Pacto Perón-Frondizi —que había garantizado la elección como presidente de Arturo Frondizi (radical intransigente) con el apoyo del peronismo— la crisis de la restringida democracia se atenuó luego de la elección de Arturo Umberto Illia (radical del pueblo) con un elevado número de votos en blanco, correspondientes al peronismo proscripto y en menor medida al frondicismo y al comunismo. Paralelamente en el frente interno, el liderazgo de Perón sufrió el enfrentamiento de un fenómeno conocido como «neoperonismo» o «peronismo sin Perón», encabezado en gran medida por el dirigente sindical metalúrgico Augusto Timoteo Vandor, que promovía una participación electoral bajo siglas diferentes y que mantuviera las doctrinas justicialistas, que cobró fuerza tras su triunfo en las elecciones legislativas de 1965. Ante esta situación y con la imposibilidad de viajar al país luego de un intento fallido de hacerlo en 1964, Perón designó a su esposa como su delegada personal en la Argentina.
Martínez de Perón aterrizó en el aeropuerto de Ezeiza el 10 de octubre de 1965, luego de haber tomado un vuelo desde España con escala en Paraguay y permaneció en el país durante ocho meses. El día siguiente de su llegada era feriado para la prensa, por lo que la población no tuvo conocimiento de su llegada sino hasta el 13 de octubre. Al principio, Martínez de Perón  se alojó por unos días en un hotel en Recoleta, Capital Federal, donde fue víctima del acoso de grupos antiperonistas en complicidad con la Policía Federal Argentina. Ante esta situación, se trasladó a Luz y Fuerza, Callao al 1700, en la misma ciudad, donde las agresiones continuaron y terminaron convirtiéndose en disturbios esporádicos. Después de una serie de cambios de ubicación, Martínez de Perón optó por aceptar una oferta para residir de manera temporal en los domicilios particulares de dirigentes peronistas. Perón achacó el viaje de su esposa a supuestos problemas familiares ante la prensa española, descartando que fuera a efectuar algún tipo de actividad política.

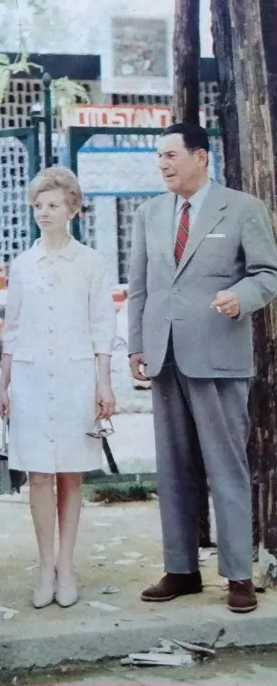
Juan Domingo Perón y su esposa Isabel Perón en septiembre de 1970. Revista Panorama.

En calidad de delegada personal de Perón y con el objetivo de desbancar al vandorismo, Martínez de Perón participó en más de seiscientas reuniones en todo el país en casi la totalidad de las provincias, manteniendo encuentros con dirigentes de la Resistencia Peronista y propiciando la organización del Partido Justicialista bajo la conducción de Perón. El 17 de abril de 1966 correspondía que se celebraran elecciones para renovar la gobernación de la provincia de Mendoza, que tenía un mandato de tres años distinto al de cuatro empleado por los demás distritos argentinos. El gobierno de Arturo Illia permitió a las distintas facciones peronistas presentarse, y estas concurrieron divididas entre la candidatura de Ernesto Corvalán Nanclares (del Partido Justicialista fundado por Perón desde el exilio el año anterior) y Alberto Serú García (del neoperonista Movimiento Popular Mendocino). Pese a la proscripción, el temor de la élite política y militar del país a una victoria peronista en Mendoza motivaron al gobierno a autorizar la presencia de Martínez de Perón en la Argentina y permitir que hiciera campaña para el justicialismo verticalista, con el objetivo de fomentar una división del voto peronista. En una carta dirigida a Perón, Martínez de Perón se refirió críticamente a Vandor: «Vandor etc. han mostrado la hilacha y no hay que darles tregua porque son una basura». En última instancia, la división del peronismo propició una victoria para Emilio Jofré, candidato del Partido Demócrata provincial, mientras que el justicialismo verticalista, sin embargo, superó al vandorismo en forma aplastante, que se ubicó en cuarto lugar. Al respecto, Martínez de Perón opinó en otra carta: «Hubiera querido brindarte el gobierno de Mendoza pero pienso que es mejor así; lo importante en realidad no era el contubernio sino defenestrar para siempre el cáncer del peronismo».
Durante su estadía en Argentina, Martínez de Perón conoció a José López Rega, en casa del teniente coronel Bernardo Alberte (en donde se hospedaba en forma transitoria debido a su gira). López Rega era un policía de la provincia de Buenos Aires que dirigía entonces una pequeña imprenta, llamada Suministros Gráficos, que había ofrecido poner al servicio del movimiento peronista. Era además miembro reciente de la logia masónica ANAEL y se lo apodaba «El Brujo» por su afición al esoterismo. Después de escucharlo hablar durante la reunión posterior, Martínez de Perón solicitó una entrevista privada con López Rega, durante la cual le pidió que la acompañara a España a trabajar con ella y con Perón en Madrid, ejerciendo como secretario privado del matrimonio, propuesta que López Rega aceptó. López Rega se ganó rápidamente la confianza de la esposa de Perón durante la entrevista. De acuerdo con el propio López Rega, Martínez de Perón, atraída por la inclinación de López Rega al esoterismo y el ocultismo, que ella compartía, le habría pedido que la ayudara a «protegerse de los males de la política que se le vienen encima». El 28 de junio de 1966, estando Martínez de Perón aún en el país, el gobierno de Arturo Illia fue derrocado por un golpe de Estado militar encabezado por el general Juan Carlos Onganía, que contó con el beneplácito inicial del propio Perón, antes de que quedase evidenciado el carácter antiperonista del nuevo régimen dictatorial, que se mantendría en el poder hasta el final de la proscripción. El 9 de julio de 1966, Martínez de Perón retornó a España acompañada por López Rega, instalándose este último en Puerta de Hierro junto al matrimonio Perón.

### Segundo viaje a la Argentina

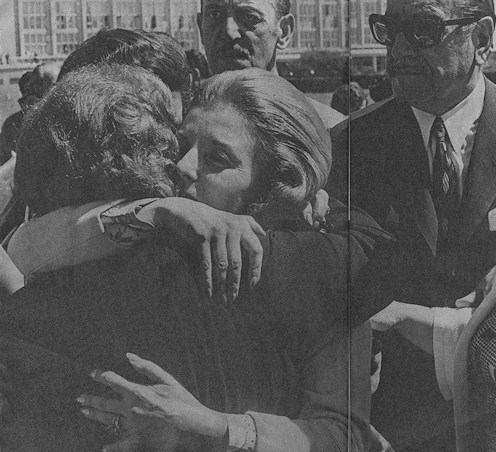
Martínez de Perón llegando a la Argentina y abrazando a Erminda Duarte de Bertolini, hermana de Eva Perón; diciembre de 1971.

La figura de Martínez de Perón comenzó a hacerse conocida entre el público argentino debido a la película documental Perón: Actualización política y doctrinaria para la toma del poder, que contenía una serie de entrevistas en las cuales Perón evaluaba la situación del movimiento justicialista y los pasos a dar para recuperar el poder, contando con la aparición de Martínez de Perón  en algunas de las grabaciones. La prohibición del documental por parte del gobierno militar condujo a que este tuviera que ser difundido de manera clandestina. También se destacó una entrevista que Martínez de Perón concedió al periodista y corresponsal Armando Manuel Puente, de la Revista Panorama, ese mismo año, donde reveló detalles sobre su vida junto a Perón y las visitas constantes por parte de dirigentes políticos y figuras destacadas. Meses más tarde, Martínez de Perón fue enviada de nuevo a la Argentina para apoyar la designación de Héctor José Cámpora como delegado personal de Perón de cara a la discusión del Gran Acuerdo Nacional que proponía el presidente de facto Alejandro Agustín Lanusse en el marco de la profunda crisis que sufría la dictadura gobernante. La designación de Cámpora se produjo en detrimento de Jorge Daniel Paladino, que había iniciado discusiones con el gobierno para lograr la legalización del peronismo y la normalización institucional y democrática del país.
Martínez de Perón arribó por segunda vez a la Argentina el 7 de diciembre de 1971. En esta ocasión fue recibida por una multitudinaria concentración en el aeropuerto, con numerosos periodistas intentando entrevistarla y manifestantes entonando cánticos peronistas. La concurrencia de numerosos afiliados a los distintos sindicatos peronistas, así como demás adherentes, fue estimada en 10,000 por parte de sus organizadores y al menos 7,000 por parte de la prensa. La concentración puso de manifiesto las profundas divisiones que para entonces afectaban al peronismo entre su sector ortodoxo y la llamada «Tendencia Revolucionaria», inclinada hacia la izquierda política, lo que se vio reflejado en los cánticos contrapuestos, que corrieron el riesgo de propiciar enfrentamientos violentos. El propio Perón había expresado su temor a que la llegada de su esposa ocasionara disturbios, y específicamente organizó el viaje para que Martínez de Perón llegara a la Argentina un jueves, día laborable, a fin de impedir una concurrencia masiva. La decisión de enviar a Martínez de Perón correspondía al hecho de que su relación íntima con el líder justicialista impedía que pudiera ser vista como una figura relacionable con alguna de las dos facciones peronistas, considerándose la única que no podría «tergiversar» la doctrina del movimiento. El Gran Acuerdo Nacional fue rechazado en forma tajante por parte del peronismo y sectores liberales, que consideraban que este no era más que un intento de las fuerzas armadas por mantenerse en el poder y condicionar al gobierno democrático entrante.

### Regreso del peronismo a la vida política argentina

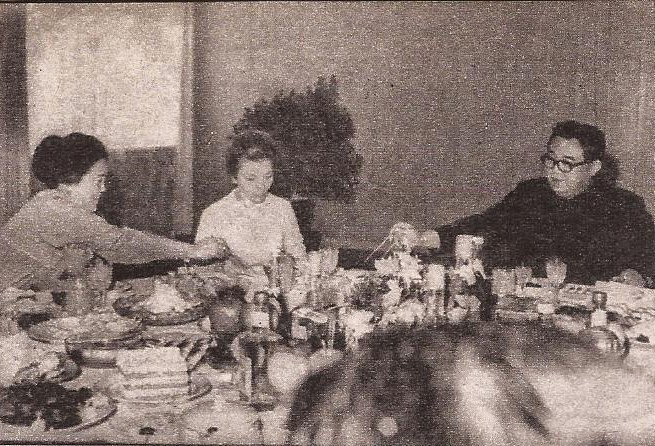
Martínez de Perón junto a Kim Il-sung.

Descartado el acuerdo propuesto por el régimen, se procedió a la convocatoria a elecciones libres con la participación del peronismo. Sin embargo, una serie de restricciones en cuanto a la residencia de los candidatos impidió que Perón mismo pudiera presentarse a las mismas, ya que los candidatos debían fijar su domicilio en Argentina antes del 25 de agosto de 1972. El Partido Justicialista configuró una coalición con otros partidos que antes habían sido antiperonistas: el Movimiento de Integración y Desarrollo (MID), liderado por el expresidente Arturo Frondizi, el Partido Conservador Popular (PCP) y sectores del Partido Demócrata Cristiano (PDC); a la que se conoció como el Frente Justicialista de Liberación (FREJULI). Ante la imposibilidad de la candidatura de Perón, el candidato fue Héctor José Cámpora, con el conservador popular Vicente Solano Lima como compañero de fórmula y candidato a vicepresidente. La fórmula del FREJULI se impuso en las elecciones del 11 de marzo con el 49,56% de los votos sobre el 21,29% de Ricardo Balbín, candidato de la Unión Cívica Radical (UCR), y el 14,90% del conservador Francisco Manrique. Del mismo modo el justicialismo obtuvo la mayoría absoluta en ambas cámaras legislativas con 144 de 243 diputados (124 de ellos pertenecientes al PJ y el resto a sus aliados electorales) y 44 de 69 senadores, y obtuvo el gobierno de casi la totalidad de las provincias, con la excepción de Neuquén (gobernada por el Movimiento Popular Neuquino neoperonista) y Santa Fe (gobernada por el MID en alianza con el PJ). Los cargos electos fueron juramentados el 25 de mayo de 1973. A instancias de Perón y Martínez de Perón, López Rega fue designado ministro de Bienestar Social en el Gobierno de Cámpora, puesto en el que se mantendría hasta la presidencia de la propia Martínez de Perón. Pocos días antes de la jura del gobierno electo, entre el 8 y el 18 de mayo, Martínez de Perón, en compañía de López Rega encabezó una misión diplomática a la República Popular China y a Corea del Norte, donde se reunió con el líder supremo Kim Il-sung. Finalmente, tanto ella como Perón se mantuvieron en Madrid hasta que se realizaran los preparativos para el retorno definitivo del líder justicialista a la Argentina, en junio de ese mismo año.

## Elecciones presidenciales de septiembre de 1973

### Presidencia de Cámpora

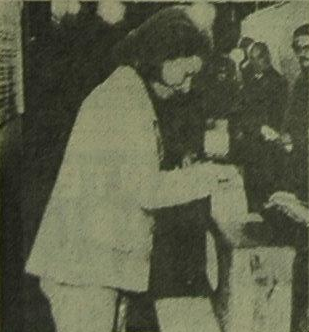
Martínez de Perón emitiendo su voto en las elecciones de septiembre de 1973.

La llegada a la presidencia de Héctor J. Cámpora se produjo en el contexto de la estratagema empleada por el gobierno militar saliente para impedir la candidatura de Perón a la presidencia, por lo que su eslogan de campaña «Cámpora al gobierno, Perón al poder», dejaba en claro que era Perón quien ocupaba el poder político real después de la victoria electoral. El día del retorno del líder justicialista a la Argentina, el 20 de junio de 1973 se produjo la Masacre de Ezeiza, un enfrentamiento violento entre bandos del frente de partidarios de derecha e izquierda, que se disputaban el poder en el seno del propio peronismo, motivando una exteriorización de disgusto de Perón respecto de la gestión que estaba llevando a cabo Cámpora y que ya se había manifestado durante su estadía en Madrid poco antes del viaje de regreso. Poco después de este suceso y a pedido de Perón, Cámpora y Solano Lima renunciaron como presidente y vicepresidente el 13 de julio, con el objetivo de convocar a nuevas elecciones sin proscripciones, en las cuales Perón pudiese presentar su candidatura. La influencia que para entonces ejercía José López Rega sobre el justicialismo se manifestó en que el segundo en la línea de sucesión, Alejandro Díaz Bialet, presidente provisional del Senado, fue alejado del país para permitir que Raúl Alberto Lastiri, presidente de la Cámara de Diputados y tercero en la línea de sucesión, asumiera la presidencia como jefe de Estado interino hasta el llamado a elecciones. Lastiri respondía al sector más derechista del justicialismo y era miembro de la logia anticomunista Propaganda Due, de la que López Rega (a la sazón su suegro) también era miembro.
Para 1973, la salud de Perón, a los casi ochenta años de edad, había comenzado a empeorar y era sabido por la mayoría del arco político que no finalizaría el mandato de cuatro años para el que sería electo. Al asumir Cámpora recrudecieron las pujas y enfrentamientos de los sectores que con enfoques ideológicos divergentes convivían dentro del justicialismo. Juan Manuel Abal Medina, una figura clave en el justicialismo en esa época, opinó en un reportaje en 1999:

Los primeros síntomas de complicación se presentaron en febrero de 1973: Perón estaba siendo operado de próstata en la clínica de Puigvert, en Barcelona, y tuvo un paro cardíaco en la intervención (…). López Rega lo supo y comenzó a organizar su avanzada. Se guardó el secreto y empezó su tarea de deterioro a Cámpora. El primer aliado que busca López Rega no fue la derecha, fue la izquierda peronista. Nadie le hizo caso. Me buscó a mí, porque yo estaba situado más a la izquierda, y me comenzó a hablar mal de Cámpora (…) «Nos quieren dejar afuera», decía. ¿A quiénes?, me preguntaba yo. López no era nadie, servía el café. Yo no me lo tomaba en serio. Pero López hablaba por Isabel. Me decía: «Los verdaderos leales somos nosotros, usted, la señora que quiere tanto a los Montoneros…». Y tuvieron algunos contactos con los Montoneros, algunas reuniones. Obviamente no llegaron a nada.

### Fórmula Perón-Perón

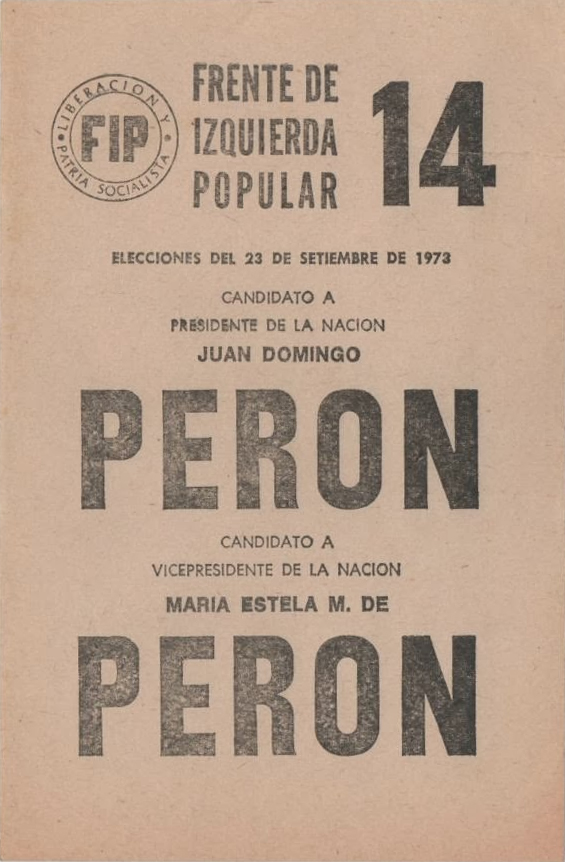
Boleta electoral del Frente de Izquierda Popular (FIP) con la fórmula de Perón-Perón en 1973

Ante este escenario y con la violencia política creciente entre los distintos sectores del peronismo, la figura del vicepresidente de la Nación cobró una importancia clave. Luego de fracasar en un intento de buscar una fórmula de unidad con el líder radical Ricardo Balbín, comenzaron las discusiones y especulaciones sobre quién sería el compañero de fórmula de Perón. El 26 de julio, con motivo del aniversario número veintiuno del fallecimiento de Eva Perón, se proclamó la candidatura del líder justicialista a la presidencia de manera oficial (a pesar de ser considerada esta como un hecho consumado desde la convocatoria a las elecciones de marzo anterior), sin que se especificara en ese momento quien sería el candidato a vicepresidente.
La idea de que Martínez de Perón fuera compañera de fórmula de Perón, que comenzó a especularse ese mes, respondía al hecho de que ella era la única figura aparte del propio Perón que no se había definido dentro del enfrentamiento interno del justicialismo. El 31 de julio, Cámpora confirmó que la idea de una fórmula «Perón-Perón» estaba siendo barajada. Pese a esto, Martínez de Perón carecía casi completamente de experiencia política a pesar de la habilidad demostrada para representar a su marido en cuestiones diplomáticas, y no tenía formación profesional previa a su encuentro y relación con Perón. El mismo líder justicialista se oponía al principio a la idea de que su esposa fuese candidata, preocupado por la situación en la que esta se vería si él moría en el cargo.

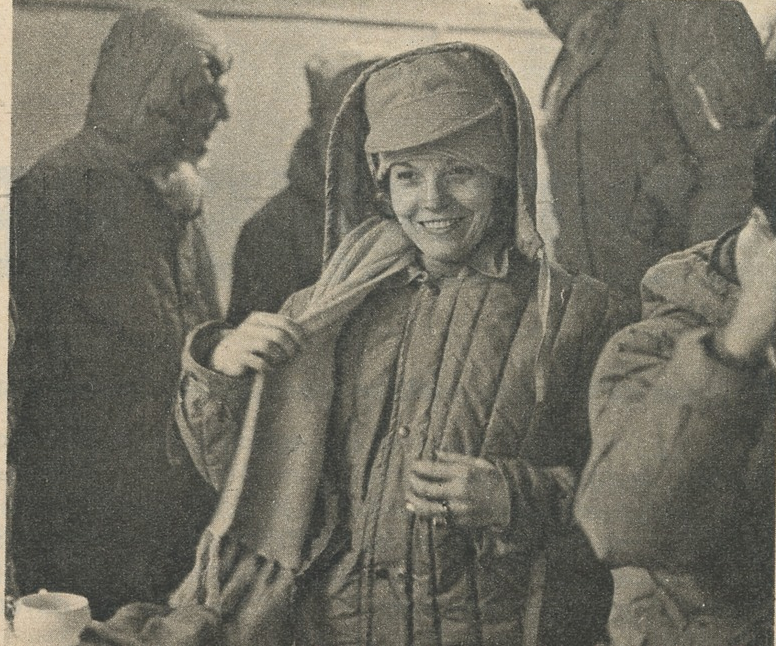
Isabel Perón en la Base Marambio, Antártida Argentina. Revista "Gente" 16/8/1973.

Sin embargo, por su parte, López Rega fue uno de los principales impulsores de la candidatura de Martínez de Perón y acabó disipando las dudas de Perón. Finalmente, la proclamación de la fórmula Perón-Perón se realizó el 5 de agosto de 1973 en el Teatro Colón. Exceptuando la frustrada precandidatura de Eva Perón en 1951, se trató de la cuarta vez que una mujer se presentaba como candidata a vicepresidenta de la Argentina, precedida por la comunista Alcira de la Peña (1951 y 1954), la cívica independiente Ana Zaefferer de Goyeneche (1958) y la trotskista Nora Ciapponi (marzo de 1973), así como la primera con posibilidades reales de ser elegida. El reemplazo de Ciapponi por José Francisco Páez como compañero de fórmula de Juan Carlos Coral (PST), condujo a que fuera también la única candidata mujer en dicha elección.
Los comicios tuvieron lugar con normalidad el domingo 23 de septiembre, resultando en una aplastante victoria para la fórmula Perón-Perón, que se impuso en todas las provincias y obtuvo el 61,85% de los votos positivamente emitidos contra el 24,42% obtenido por el binomio radical compuesto por Ricardo Balbín y Fernando de la Rúa, el 12,19% de la fórmula conservadora de Francisco Manrique y Rafael Martínez Raymonda, y el 1,54% de la candidatura del PST, integrada por Juan Carlos Coral y José Francisco Páez. Con una diferencia de 37,43% sobre la segunda opción más votada, el resultado obtenido por Perón y Martínez de Perón en septiembre de 1973 constituyó la mayor diferencia porcentual entre los dos candidatos más votados en la historia electoral argentina. En términos de sufragios obtenidos, fue el segundo mayor porcentaje de votos desde la reelección del propio Perón en 1951, y la última vez que una sola fórmula triunfaba en todos los distritos electorales de la Argentina. Después de la victoria electoral, Martínez de Perón habría declarado ante los medios: «Soy una humilde mujer del pueblo cuyo único mérito es haber sido discípula de Perón y mi amor a Perón y al pueblo argentino».

## Vicepresidencia (1973-1974)

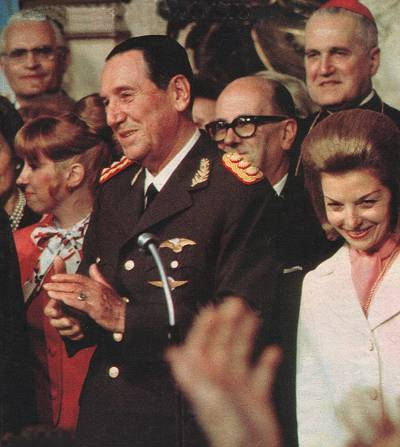
Perón y Martínez de Perón durante su toma de posesión como presidente y vicepresidenta de la Nación Argentina, respectivamente; 12 de octubre de 1973.

Perón y Martínez de Perón juraron su cargo como presidente y vicepresidenta de la Nación Argentina respectivamente el 12 de octubre de 1973. Con su llegada a la vicepresidencia, Martínez de Perón se convirtió en la primera mujer en acceder a dicho cargo en la historia argentina. Fue también primera dama de la Nación Argentina simultáneamente debido a su matrimonio con Perón; la única de las mujeres que han ejercido la vicepresidencia argentina en tener esta particularidad.
La vicepresidencia de Martínez de Perón fue corta, debido a los problemas de salud de su marido y se caracterizó por una práctica vacancia del cargo, según lo que sería relatado por numerosos funcionarios. Gustavo Caraballo, entonces secretario general de la Presidencia, afirmó con posterioridad que Martínez de Perón no ejerció ninguna tarea legislativa y casi no asistió al Senado (que constitucionalmente, en calidad de vicepresidenta, debía presidir) durante los nueve meses que ocupó el cargo, recayendo la mayor parte de las competencias en el demócrata cristiano José Antonio Allende, presidente provisional del cuerpo. De acuerdo con Caraballo, Martínez de Perón solo presidió la cámara alta en unas pocas ocasiones, que fueron precedidas por una compleja preparación con esquemas escritos y evitando que la sesión se volviera «complicada». El presidente provisional, Allende, declararía más adelante que Martínez de Perón no conocía ni recordaba el nombre de prácticamente ninguno de los miembros del bloque oficialista. Las sesiones en las que Martínez de Perón estuvo presente se acortaron en forma deliberada, otorgándose la palabra solo a los presidentes de bloques y a uno o dos senadores.
A partir de noviembre de 1973, tan solo un mes después de su retorno al poder, la salud de Perón comenzó a declinar, por lo que Martínez de Perón se hizo cargo del poder ejecutivo en dos ocasiones. Perón continuó en la presidencia hasta su fallecimiento el 1 de julio de 1974, y Martínez de Perón asumió ese mismo día la presidencia. Existe una versión, del periodista Heriberto Kahn, de que la misma mañana de su muerte, Perón consultó al secretario legal y técnico de la presidencia, Gustavo Caraballo, sobre la posibilidad de buscar un mecanismo legal para que la jefatura de estado fuese entregada a Ricardo Balbín en cuanto muriera, a lo que Martínez de Perón respondió en silencio y López Rega protesto que era una acción inconstitucional. Perón dudaba de la capacidad de su mujer para ejercer su cargo en el contexto político imperante, y habría aconsejado a su mujer que nunca tomara una decisión importante «sin consultar a Balbín».
De acuerdo con declaraciones de la propia Martínez de Perón en una entrevista posterior, ella tuvo la intención de presentar su renuncia a la presidencia el mismo día del fallecimiento de Perón pero fue convencida de permanecer en el cargo por la mayor parte de su entorno político, que le prometió apoyo.

### Viajes diplomáticos
En su rol como vicepresidenta realizó una gira internacional por distintos países del mundo con la intención de abarcar nuevos mercados, realizar acuerdos y establecer nuevas relaciones. Entre sus destinos se encontraron Italia, España, Corea del Norte, China, Taiwán y Suiza.

## Presidencia (1974-1976)

### Fallecimiento de Perón y asunción
Cerca de las 14:00 horas del 1 de julio de 1974, Martínez de Perón anunció públicamente el fallecimiento de Juan Domingo Perón por cadena nacional (cuyo anuncio fue titulada por última vez «señora vicepresidente de la Nación Argentina en ejercicio del Poder Ejecutivo Nacional») con la frase: «con gran dolor debo transmitir al pueblo el fallecimiento de un verdadero [se quiebra] apóstol de la paz y la no violencia; asumo constitucionalmente la primera magistratura del país». Durante su breve discurso, Martínez de Perón solicitó el apoyo de la población y de las principales figuras políticas del país para ejercer el gobierno, así como pidió a sus opositores y adversarios que cooperaran para cumplir con los objetivos trazados por el peronismo. Finalizó su alocución con la frase: «que Dios me ilumine y me fortifique para cumplir con lo que Dios y Perón me otorgaron como misión».
Horas posteriores a la muerte del General Perón, Isabelita había planteado la posibilidad de renunciar a la primera magistratura del país y regresar España, ya que sentía que no estaba en condiciones de poder suplir el vacío de poder que había provocado la muerte de su difundo esposo. Ante tal situación, el teniente general Leandro Enrique Anaya, el almirante Emilio Eduardo Massera y el brigadier general Héctor Luis Fautario, la convencieron de conservar la presidencia aludiendo que las fuerzas armadas la ayudarían en la misión de gobernar.
La llegada de Martínez de Perón a la presidencia desató un pequeño debate con respecto al título que debía emplearse para referirse a ella: si debía considerarse «presidente» o «presidenta». Al momento de su llegada al poder, Martínez de Perón era la primera mujer en ocupar la jefatura de estado en América, y la primera jefa de estado de un país republicano cuyo jefe de Estado empleara el título «presidente». El 10 de julio de 1974, nueve días después de la llegada al poder y respondiendo a algunos medios que se refirieron a ella como «presidenta», la Secretaría de Prensa y Difusión emitió un comunicado: «A través de la Secretaría de Prensa y Difusión de la Presidencia de la Nación se dio a conocer una información destinada, según se señala, a evitar erróneas denominaciones, con respecto al cargo de la señora María Estela Martínez de Perón, quien habiendo asumido la primera magistratura en cumplimiento de un mandato constitucional, corresponde ser reconocida como la “excelentísima señora presidente de la Nación Argentina”. Se expresa que tal denominación es establecida por el artículo 74 de la Constitución Nacional, al señalar que el Poder Ejecutivo será desempeñado por un ciudadano con el título de “presidente de la Nación Argentina”». El conflicto con respecto a la denominación volvió a producirse en 2007, décadas más tarde, cuando Cristina Fernández de Kirchner fue elegida presidenta y optó por utilizar la forma femenina del título. La Real Academia Española considera que el femenino «presidenta» es el más adecuado para referirse al cargo cuando este lo ocupa una mujer. Sin embargo, durante el gobierno de Martínez de Perón la prensa y las instituciones habitualmente se referían a ella como «la presidente» o la «señora presidente», siendo muy minoritarios los medios de comunicación que la llamaron por la forma femenina del título.

### Aspectos políticos

#### Contexto inicial

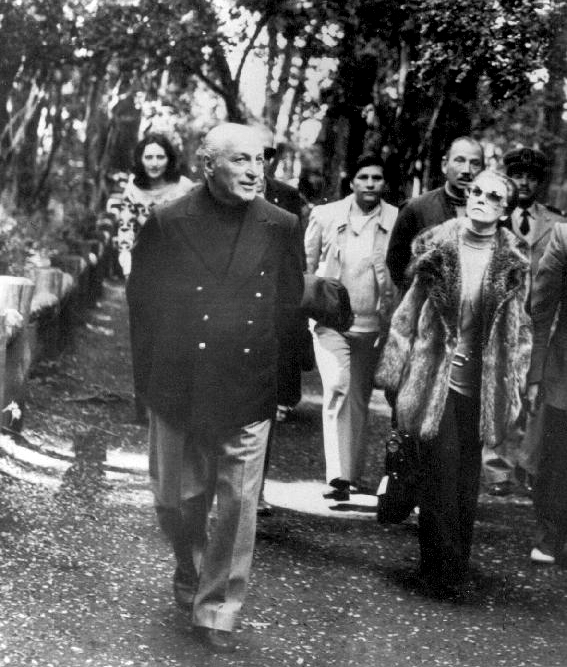
Martínez de Perón junto a José López Rega.

La presidencia de Martínez de Perón se desarrolló en el marco de la Guerra Fría a nivel mundial, acrecentada con la derrota estadounidense en la guerra de Vietnam, el accionar de guerrillas y organizaciones terroristas fuertes en numerosos países (ETA, IRA y las Brigadas Rojas) y el ascenso de partidos comunistas en Europa. En el plano regional, Argentina era al momento de la asunción de Martínez de Perón el único estado del Cono Sur que mantenía un gobierno constitucional democrático. Durante el año anterior, sucesivos golpes de estado derrocaron a las únicas democracias vecinas (Chile y Uruguay) e impusieron dictaduras militares bajo los respectivos liderazgos de Augusto Pinochet y Juan María Bordaberry. Brasil, Paraguay y Bolivia ya tenían regímenes similares desde hacía varios años atrás, apoyados por los Estados Unidos por su marcado signo anticomunista, a través del Plan Cóndor. En el plano interno, la Argentina también enfrentaba una creciente violencia política, con la actuación de varios grupos armados de distinto signo ideológico. El gobierno exhibió una marcada inoperancia administrativa en distintas áreas, y la acción estatal violenta contra la izquierda condujo a un debilitamiento persistente de las libertades políticas y civiles del país. Bajo la presidencia de Martínez de Perón, el informe de «Libertad en el mundo» de la organización internacional de derechos humanos Freedom House, publicado en enero y febrero de 1975 y 1976, rebajó en ambas ocasiones el porcentaje de la Argentina a «parcialmente libre» con respecto a la categoría de «libre» recibida en enero de 1974, cuando aún gobernaba Perón. Se trató, junto con la crisis de diciembre de 2001, de las únicas dos ocasiones desde la primera publicación del índice en 1973 en las que un gobierno constitucional argentino recibió un puntaje inferior a «libre».
En un primer momento, dejando de lado la política de acercamiento entre Perón y el líder de la oposición, el radical Ricardo Balbín, la presidenta Martínez de Perón se apoyó principalmente en su ministro de Bienestar Social, el exsecretario personal de Perón, José López Rega, conocido como «Daniel» por sus allegados y «el Brujo» por sus adversarios políticos. López Rega fortaleció la presencia en el gobierno de los sectores de derecha por sobre otros grupos, y organizó una fuerza parapolicial conocida como Alianza Anticomunista Argentina o Triple A, que emprendió acciones de hostigamiento a figuras destacadas de la izquierda, que acabarían en secuestros, torturas y asesinatos. El alcance real de la influencia de López Rega dentro del gobierno de Martínez de Perón es objeto de debate histórico. Existen posturas que lo describen como una suerte de «primer ministro de facto» o «presidente en las sombras», que tomó la inmensa mayoría de las decisiones políticas durante poco más de la mitad del mandato de Martínez de Perón; una influencia que ya había comenzado a implantar durante los últimos años de vida de Perón y su tercer mandato. Algunas filmaciones donde se muestra a Martínez de Perón ofreciendo discursos públicos mientras que López Rega se encontraba detrás de ella moviendo los labios, condujeron a afirmaciones de que tenía un control casi directo sobre las acciones tanto políticas como físicas de la presidenta.

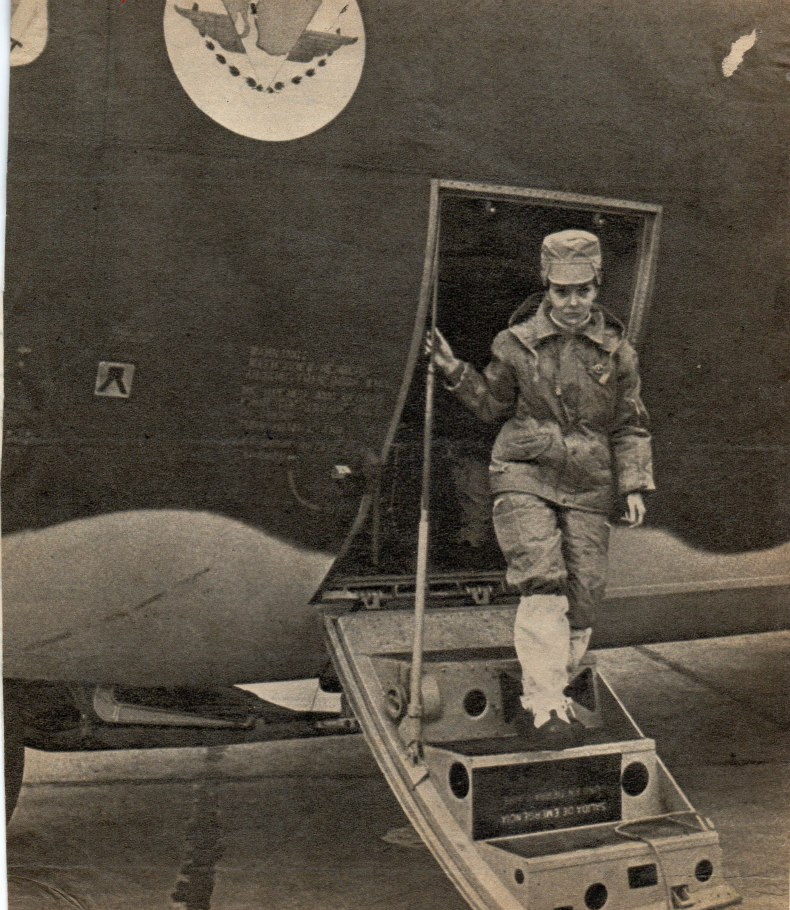
Isabel Perón baja del avión Hércules T C 64 que sobrevoló durante dos horas la base Marambio sin poder aterrizar por el mal tiempo y debió bajar en la base aérea de Río Gallegos. 10/12/1974.

Aunque Martínez de Perón carecía del carisma de Eva Perón y del propio Perón, la muerte de su marido había dejado una sensación generalizada de vacío de poder; al principio su imagen de «viuda afligida» le granjeó un amplio apoyo político y público, que comenzó a diluirse con el pasar de los meses, el declive económico y las controversias que afectaron su figura. La influencia de López Rega sobre las acciones gubernamentales y su controvertida relación con Martínez de Perón dentro del marco de su pasión mutua por el esoterismo dieron lugar a numerosas anécdotas históricas, que involucran haber intentado realizar supuestos rituales místicos con el cadáver embalsamado de Eva Perón antes de retornar a la Argentina para intentar «transmitirle» a Martínez de Perón el espíritu de la anterior esposa del líder justicialista; o su afirmación de haber «resucitado varias veces» a Perón mediante magia durante su presidencia. De acuerdo con Julio Broner, presidente de la Confederación General Empresaria, Ricardo Balbín habría intentado convencer a Martínez de Perón de apartar a López Rega de su cargo con el fin de «preservar la imagen pública» de la presidencia, lo que llevó al ministro a cerrar el círculo íntimo de la presidenta en torno a él, con el supuesto objetivo de «peronizar» el gabinete. Entre agosto y octubre de 1974, cuatro ministerios clave (Interior, Economía, Educación, y Defensa) fueron cesados o forzados a renunciar y reemplazados por dirigentes del sector del Peronismo ortodoxo, destacando funcionarios de la primera presidencia de Perón que se habían distanciado de su liderazgo después del derrocamiento del mismo. Martínez de Perón cambió cada uno de sus ministros al menos cuatro veces durante menos de dos años de gestión, y solo tres de ellos (el propio López Rega y el canciller Alberto Juan Vignes, ambos designados antes de su llegada a la presidencia, así como el titular de la brevemente autónoma cartera de salud pública, Pedro Rolan Yáñez) duraron un año completo en el cargo.
Entre 1973 y 1976, la Triple A fue responsable de la desaparición y muerte de entre setecientas y mil cien personas. La figura de López Rega y el viraje político derechista del gobierno de Martínez de Perón condujeron a que la izquierda peronista pasara de una disputa interna a una abierta oposición al gobierno, que desembocó incluso en violencia armada. La organización guerrillera peronista Montoneros, que pretendía disputarle la autoridad a la presidenta, anunció el 6 de septiembre de 1974 que pasaría a la clandestinidad, lo que afectó la gobernabilidad de la endeble democracia. Un año más tarde, el 8 de septiembre de 1975, durante el acercamiento de Martínez de Perón con las filas militares, la organización sería declarada «ilegal y terrorista» por el gobierno. Con posterioridad, el papel de la propia Martínez de Perón en las acciones de la Triple A fueron objeto de controversia, lo que condujo a la apertura de causas judiciales en su contra. Atilio Neira, abogado defensor de Martínez de Perón, afirmaría en 2007 que la presidenta «no contaba con información» con respecto a los crímenes del grupo paramilitar.

#### Situación de las provincias
En las elecciones de marzo de 1973, el Frente Justicialista de Liberación (FREJULI) había tomado el control de veintidós de las veintitrés gobernaciones provinciales de Argentina, resultando derrotado solo en la provincia del Neuquén, donde ganó el neoperonista Movimiento Popular Neuquino (MPN). De estas veintitrés gobernaciones, veintidós respondían al Partido Justicialista y una (la provincia de Santa Fe) al Movimiento de Integración y Desarrollo (MID). El enfrentamiento interno del peronismo, exacerbado durante el tercer mandato de Perón, motivó numerosas intervenciones federales o salidas de poder anticipadas de gobernadores. Durante el tercer mandato de Perón, fue intervenida la provincia de Formosa, gobernada por Antenor Argentino Gauna, el 19 de noviembre de 1973. Once días más tarde, el misionero Juan Manuel Irrazábal y su vicegobernador, César Napoleón Ayrault, murieron en un sorpresivo accidente de avión, dejando la provincia en un prolongado interinato. A su vez, tres gobernadores abandonaron en forma anticipada el poder: el bonaerense Oscar Bidegain (que renunció en enero de 1974), el cordobés Ricardo Obregón Cano (derrocado en un golpe de Estado policial que desembocó en la intervención en febrero) y el mendocino Alberto Martínez Baca (destituido por un juicio político por parte de la legislatura en junio). La política de intervenir a los gobernadores identificados políticamente con el sector izquierdista del peronismo, así como aquellos que eran sospechados de verse involucrados en la «infiltración marxista» en el peronismo, comenzó a volverse más recurrente durante el mandato de Martínez de Perón.
Semanas después de asumir Martínez de Perón, en julio de 1974, fue llevado al Congreso de la Nación Argentina un proyecto para intervenir los tres poderes de la provincia de Mendoza después de la suspensión en el cargo de Alberto Martínez Baca y su reemplazo por el vicegobernador Carlos Mendoza, del sector ortodoxo, en el marco de un juicio político llevado a cabo por un sector del peronismo en la legislatura con el apoyo de los partidos opositores, bajo el alegato de que Martínez Baca respondía al sector «zurdo» del justicialismo. Los movimientos para derrocar del poder al mandatario mendocino habían comenzado a finales de 1973, y en diciembre de ese año ya había sido intervenida la rama del Partido Justicialista provincial. Por su parte, Martínez de Perón tenía una buena relación personal con Martínez Baca, a quien había conocido como candidato a vicegobernador de Ernesto Corvalán Nanclares en las elecciones provinciales de abril de 1966, en la fórmula del justicialismo verticalista contra el proyecto vandorista, cuando la presidenta era delegada personal de Perón. Los intentos de mediación entre Martínez Baca y los sectores opositores del justicialismo auspiciados por el gobierno, considerados como única alternativa para preservar la institucionalidad de la provincia, fracasaron. La intervención fue aprobada a principios de agosto y, el día 13 del mismo mes, Martínez de Perón designó a Antonio Cafiero como interventor federal sin que fuera consumado el juicio político en la Cámara de Senadores de la provincia.
La siguiente intervención realizada durante el gobierno de Martínez de Perón fue la de la provincia de Santa Cruz. Jorge Cepernic, gobernador de dicha provincia, en el momento la más remota y menos poblada del país, pertenecía al sector de «la Tendencia» y había sido elegido por mayoría absoluta de votos en marzo de 1973. Durante su mandato se habían tomado medidas contra el latifundio y permitió la filmación de la película «La Patagonia rebelde» en territorio santacruceño. El gobierno de Cepernic había sufrido la progresiva desestabilización de fuerzas conservadoras tanto dentro como afuera del peronismo, que lo acusaron de ser un infiltrado marxista. Este acoso en gran medida se relajó durante el tercer gobierno de Perón, pero tres meses después de su fallecimiento la oposición a Capernic se fortaleció y forzó en su caída. Días después de finalizado el período de sesiones del Congreso, Martínez de Perón decretó la intervención federal del poder ejecutivo provincial el 7 de octubre de 1974, reemplazando a Cepernic por Augusto Pedro Saffores. «La Patagonia rebelde» fue prohibida por el gobierno nacional el 12 de octubre y numerosos funcionarios de la administración de Cepernic y militantes del sector del peronismo que le respondía fueron arrestados. El propio exgobernador fue frecuentemente objeto de amenazas durante el resto de la gestión de Martínez de Perón y la dictadura sucesora surgida en 1976 lo mantuvo detenido durante casi seis años.

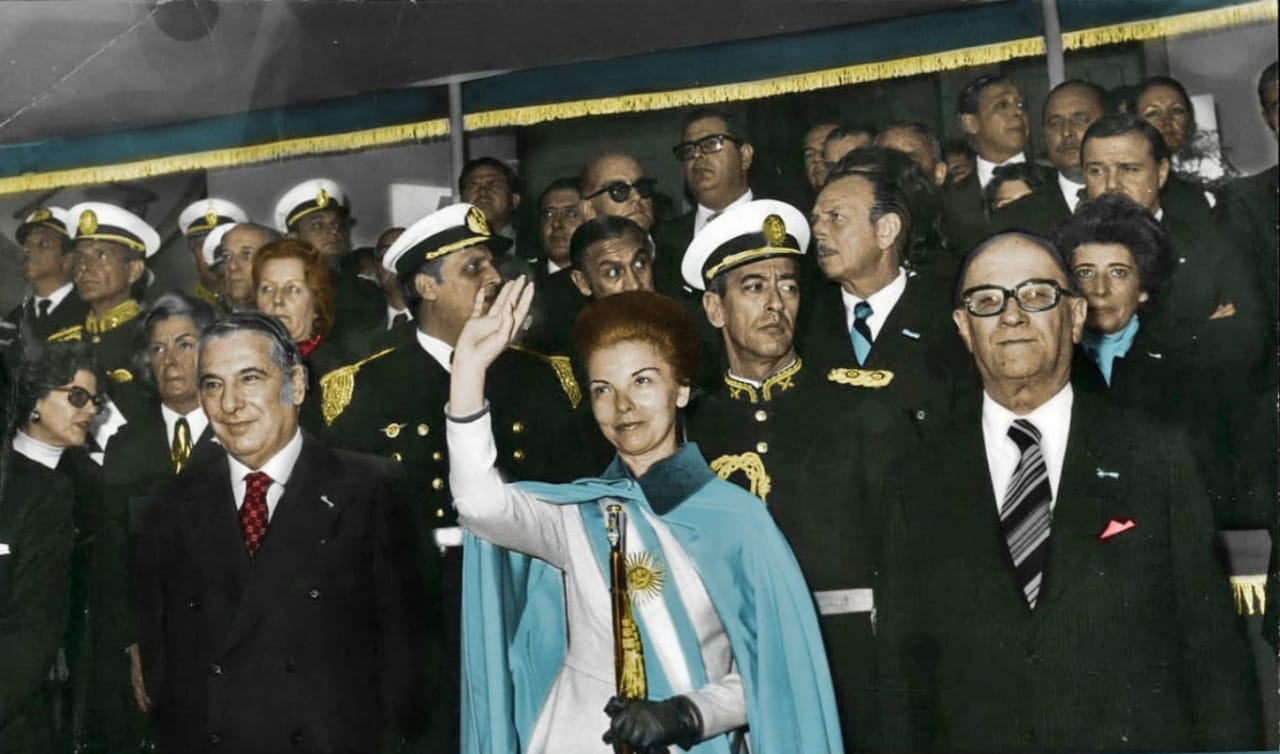
Isabel Perón con la banda presidencial junto a Raúl Lastiri, expresidente argentino y por ese entonces, presidente de la Cámara de Diputados de la Nación Argentina, en los festejos por el aniversario del Día de la Independencia argentina, el 9 de Julio de 1975.

Días después de la intervención a la provincia de Santa Cruz, Martínez de Perón viajó a la provincia de Salta, en el norte del país, para asistir al VII Congreso Eucarístico Nacional, arribando a la misma el 13 de octubre de 1974. Para entonces, el peronismo salteño enfrentaba un fuerte conflicto interno sufrido por el gobernador Miguel Ragone y el sector que le respondía, la Lista Verde. Además del peronismo ortodoxo, el mandatario recibía fuertes ataques por parte de la derecha local. Ragone era nativo de Tucumán y no pertenecía a la élite política salteña, además de mantener la costumbre de relacionarse con personas de clase trabajadora y humilde, lo que llevó a que fuera acusado de «comunista» por la vasta oligarquía provincial. Durante su visita al distrito Martínez de Perón rechazó compartir palco con Ragone en el Congreso, lo que fue visto como una muestra de rechazo. Un mes más tarde, el 23 de noviembre, la presidenta decretó la intervención federal de Salta, reemplazando al gobernador con el interventor José Alejandro Mosquera. El 11 de marzo de 1976, trece días antes del golpe de Estado que derrocó a Martínez de Perón, Ragone fue secuestrado y asesinado por integrantes del ejército y de la policía de Salta vinculados a la Triple A.
Durante las primeras semanas de 1975, buscando generar un nuevo clima político ante la inestabilidad persistente, Martínez de Perón anunció que comenzaría un proceso de normalización institucional. A tal fin dispuso el 21 de enero, la intervención de la provincia de Misiones, que se hallaba desde finales de 1973 bajo un prolongado interinato por parte del presidente de la legislatura, Luis Ángel Ripoll, a pesar de que las normativas vigentes exigían la convocatoria a nuevos comicios para culminar el período después de la muerte simultánea del gobernador y el vicegobernador en un accidente de avión. Juan Carlos Taparelli asumió la intervención de la provincia y organizó elecciones provinciales para el 13 de abril, las cuales constituyeron los únicos comicios realizados durante el gobierno de Martínez de Perón. Los dos principales candidatos fueron el justicialista oficialista Miguel Ángel Alterach, y el radical Ricardo Barrios Arrechea. El peronismo disidente participó como una coalición entre los partidos Tercera Posición y Partido Auténtico, con la candidatura de Agustín Teófilo Puentes. Aunque los comicios fueron en gran medida libres, el oficialismo realizó numerosos movimientos judiciales y políticos que fueron percibidos como un intento de desestabilizar las posibilidades del peronismo disidente, destacando intentos de judicializar la candidatura de Puentes bajo el alegato de que los partidos no podían utilizar símbolos peronistas, así como actos de censura o agresión contra los distintos candidatos. Alterach defendió abiertamente la administración de Martínez de Perón, empleando el eslogan de campaña «Isabel es Perón». En un contexto polarizado, Alterach resultó elegido gobernador por un margen bajo de votos con respecto al obtenido por Irrazábal en las anteriores elecciones, de solo el 46,52% de los votos contra el 39,13% de Arrechea, que logró recuperar para la UCR oficial casi la totalidad del voto radical, una parte hasta entonces en manos del Partido Intransigente. Afectado por la agresiva campaña en su contra y la polarización entre el FREJULI y la UCR, Puentes reunió solo el 9,62% de los votos.

#### Decretos de aniquilamiento

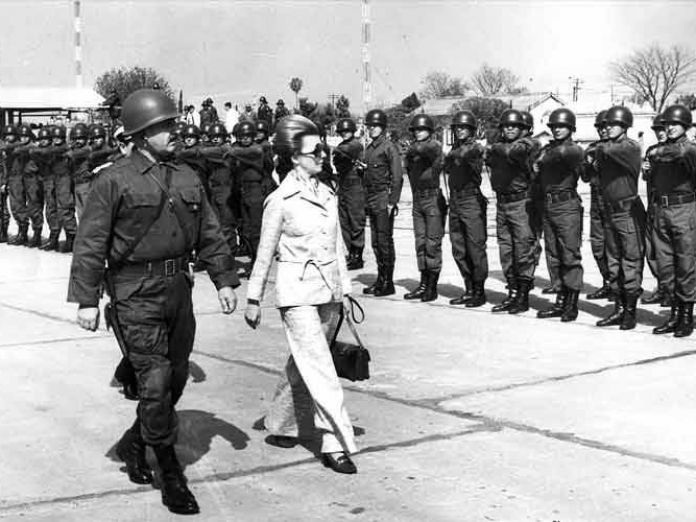
Martínez de Perón pasando revista a las tropas en la provincia de Tucumán, acompañada por el general de brigada Acdel Vilas, primer comandante del Operativo Independencia; mediados de 1975.

Durante los últimos meses del año 1974, el gobierno de Martínez de Perón inició un proceso de represión y militarización de la sociedad argentina, que se prolongó hasta su derrocamiento y fue profundizado y llevado al extremo por la dictadura posterior. El 6 de noviembre de ese mismo año, cinco meses después de llegar al poder Martínez de Perón impuso por decreto el estado de sitio en todo el territorio nacional. Entre los objetivos nominales de la represión legitimada, el decreto establecía como propósito: «Con toda energía, erradicar expresiones de una barbarie patológica que se ha desatado como forma de un plan terrorista aleve y criminal contra la Nación». Al amparo de dicho decreto, numerosos dirigentes políticos y gremiales fueron detenidos sin proceso, destacando el «Operativo Serpiente Colorada del Paraná» contra el sindicalismo combativo del polo metalúrgico en Villa Constitución, deteniendo a más de trescientas personas sin juicio e instigando una campaña del terror por parte de la Triple A contra la población local, lo que desató manifestaciones y huelgas en contra del gobierno, dando como saldo entre veinte y treinta personas asesinadas o desaparecidas. En el curso del operativo, se instaló en los dormitorios de solteros de la empresa Acindar el primer Centro clandestino de detención (CCD), que luego se multiplicarían durante la dictadura.
El 5 de febrero de 1975 Martínez de Perón dictó el Decreto 261/75, conocido también como el primer decreto de aniquilamiento, que establecía una zona de emergencia en un sector de la provincia de Tucumán (entonces bajo el gobierno provincial del justicialista Amado Juri) con el fin de combatir militarmente a la guerrilla denominada Ejército Revolucionario del Pueblo (ERP). El ERP había establecido una fuerte presencia rural en el distrito tucumano, y su principal intención era instaurar una «zona liberada» o «foco revolucionario» dentro de la provincia para, una vez controlado el territorio, iniciar un conflicto armado contra el estado argentino y buscar reconocimiento internacional. Montoneros también mantenía un pequeño núcleo en Tucumán, con alrededor de treinta combatientes, que aumentarían a cien al año siguiente. El decreto firmado por Martínez de Perón, de carácter secreto y desconocido para la opinión pública, autorizó al ejército a «ejecutar las operaciones militares que sean necesarias a efectos de neutralizar y/o aniquilar el accionar de elementos subversivos que actúan en la provincia de Tucumán»,  poniendo a disposición del Ejército las fuerzas de la Policía Federal, la Policía de Tucumán y el apoyo de la Armada y la Fuerza Aérea.
El dictado de este decreto de aniquilamiento de la subversión preludió el terrorismo de Estado. Esta solución no contentaba plenamente a algunos sectores militares, como el principal responsable del operativo, el general Acdel Vilas, que reconoció haberse extralimitado en sus funciones, no respetando el espíritu de la orden presidencial y pasando por encima de las autoridades políticas legales del país. Si bien el Operativo incluyó una serie de combates militares en el área rural con los grupos guerrilleros, la acción militar se concentró en las ciudades, reprimiendo a los civiles que militaban en organizaciones políticas, sindicales, estudiantiles, religiosas y sociales, consideradas en forma genérica como elementos «de izquierda». Vilas consideraba que la supuesta «guerra» librada en Tucumán era «eminentemente cultural» ya que la guerrilla en el monte tucumano era «sólo la manifestación armada del proceso subversivo y no la más importante».

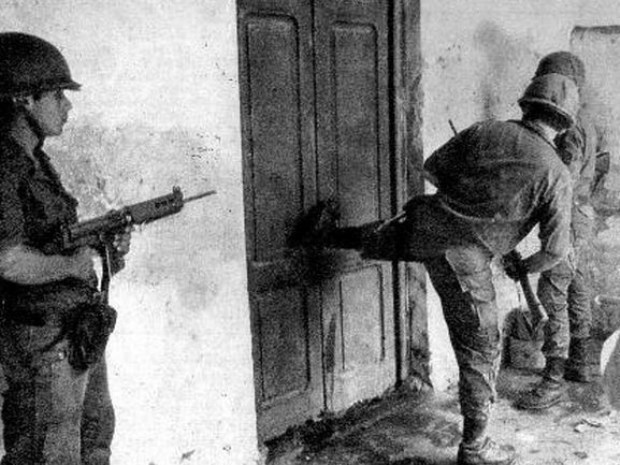
Militares durante el Operativo Independencia en la provincia de Tucumán.

Al amparo de este primer decreto, el Ejército implantó en Tucumán por primera vez un régimen de terrorismo de Estado, que se aplicaría a todo el país luego del golpe de Estado. A tal fin el Ejército detuvo ilegalmente a miles de personas, estableció un centro clandestino de detención en una escuela de Famaillá donde mantuvo desaparecidas a las personas detenidas, torturó a los detenidos en forma sistemática, realizó ejecuciones ilegales públicas e hizo desaparecer los cadáveres de las personas asesinadas. Vilas fue por fin relevado el 18 de diciembre de 1975, siendo reemplazado por Antonio Domingo Bussi. Bussi intensificó la acción terrorista del Estado y en los últimos tres meses del gobierno constitucional el 91% de las víctimas fueron detenidos desaparecidos. Trasladó además el CCD de Famaillá al Ingenio Nueva Baviera, y abrió otros trece centros de detención clandestina. De acuerdo con el historiador Felipe Pigna, las reuniones durante las cuales se preparó el golpe de Estado comenzaron a principios de 1975, en la estancia de José Alfredo Martínez de Hoz, figura clave de la política económica llevada a cabo por el régimen de facto.  Según el relato de Julio Carlos González, secretario privado de Martínez de Perón, el coronel Jorge Montiel, secretario de la SIDE (desaparecido), le había confesado que tenía información de que oficiales de las Fuerzas Armadas tenían contacto con las cúpulas guerrilleras para desestabilizar al gobierno.
Martínez de Perón realizó discursos defendiendo la represión contra las organizaciones guerrilleras, alegando que ponían en peligro la paz social. El 1 de mayo de 1975, en conmemoración del Día de los Trabajadores, y con el país en un estado particular de tensión, Martínez de Perón realizó un fuerte discurso ante la Plaza de Mayo en contra de las guerrillas, afirmando que cumpliría su objetivo de «llevar el país a donde corresponda, como lo quería el general Perón» a toda costa, y afirmó que: «A aquellos antipatrias que se opongan, les daré con el látigo». La multitud respondió con fuertes cánticos de «los vamos a reventar». Martínez de Perón añadió: «Hemos tenido demasiada paciencia y comprensión. No les tengo miedo».

### Medidas económicas y sociales

#### Fin del Pacto Social establecido por Cámpora y política sanitaria
Al momento de asumir la presidencia, Martínez de Perón heredó las políticas del Pacto Social establecidas durante el gobierno de Héctor José Cámpora y que continuaron durante la tercera presidencia de Perón bajo la gestión del ministro de Economía José Ber Gelbard. El «Pacto» tenía tres objetivo principales: alcanzar una participación de los asalariados del 40-50% del ingreso nacional en un lapso de cuatro años; reducir la alta inflación existente; y consolidar el crecimiento económico. Su principal acuerdo fue la renuncia de los sindicatos a realizar paritarias (negociación de convenios colectivos) por dos años, a cambio de que las empresas congelaran los precios y realizaran un aumento de salarios de suma fija que para las categorías más postergadas representó un 20% de aumento real. En un primer momento, Martínez de Perón se comprometió a mantener las políticas del «Pacto», así como el nacionalismo económico que incentivó Perón. Dos de las primeras decisiones importantes de política económica fueron la promulgación de una nueva ley de contrato laboral favorable a los trabajadores y la concesión a la petrolera estatal YPF de un monopolio sobre las estaciones de servicio.

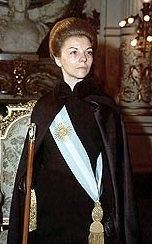
Isabel Perón con sus atributos presidenciales correspondientes.

Sin embargo, en los primeros meses posteriores a la muerte de Perón el pacto social se derrumbó rápidamente. Los comerciantes argentinos cometieron agio (desabastecimiento de productos esenciales para especular con un aumento de precios); ocultando productos básicos como el aceite y el azúcar y desarrollaron un mercado negro de productos. Tan solo tres meses después de haber llegado a la presidencia Martínez de Perón reemplazó a Gelbard con Alfredo Gómez Morales, una figura histórica del peronismo que ya había ejercido como ministro de Asuntos Económicos durante el segundo mandato de Perón. El fin del Pacto Social reabrió las paritarias para negociaciones colectivas sectoriales, suspendidas por los sindicatos en acuerdo con el gobierno desde 1973.
No obstante la inestabilidad política creciente, algunas medidas tomadas durante el gobierno de Martínez de Perón perduraron durante muchos años, como la estatización de varios canales de televisión y la sanción de la ley de contrato de trabajo. En el plano laboral también se actualizaron importantes convenios colectivos, como el de los empleados de comercio, aún vigente. En el plano de la política sanitaria, a través de Pedro Rolan Yáñez, a cargo de la cartera de Salud Pública, se lograron amplias mejoras de la salud en políticas públicas y se modelizaron planes de salud que mejoraron las prestaciones a nivel de estado. Asimismo, se llevó a la Argentina a intervenir dentro de la Organización Mundial de la Salud (OMS). Este activo papel en materia de salud pública se mantuvo hasta la renuncia de Yáñez, que ejerció como ministro separado de la cartera de Bienestar Social entre el 21 de julio de 1974 y el 1 de agosto de 1975.
Otras medidas, como el monopolio de la comercialización de combustibles por YPF, fueron derogadas por el gobierno militar. Una medida social como el congelamiento de las cuotas de los créditos para compra de vivienda posibilitó que muchas familias llegaran a tener su primera propiedad. Sin embargo, y a pesar de una devaluación de la moneda, la economía argentina sufrió los daños graves de una inflación creciente, con la paralización de las inversiones de capital. A esas dificultades se sumó la suspensión, por parte de varios países europeos, de las exportaciones de carne argentina. La solución de corte monetarista intentada por el ministro Gómez Morales no tuvo éxito, y provocó una fuerte retracción de la liquidez, iniciando un complicado proceso. Se había alcanzado una de las tasas de desocupación más bajas de la historia, pero a costa de una inflación muy alta.

#### El «Rodrigazo»

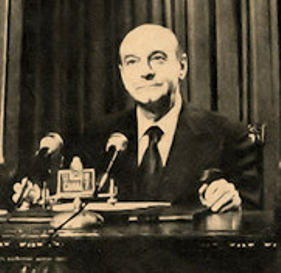
Celestino Rodrigo, ministro de Economía entre junio y julio de 1975 fue artífice de la política de ajuste históricamente conocida como «el Rodrigazo».

En 1975 la Argentina había llegado a situarse entre los países con mayor igualdad de ingresos fuera del Bloque del Este. Ante el fracaso de Alfredo Gómez Morales, cuya política había aumentado notoriamente el déficit fiscal, la extrema derecha peronista encabezada por López Rega pudo imponer como sucesor a Celestino Rodrigo, que asumió el 2 de junio de 1975. El 4 de junio anunció la política económica a implementar, diseñada por el viceministro Ricardo Zinn, que incluía medidas tales como la devaluación de más de un 150% del peso en relación con el dólar comercial, un aumento promedio del 100% en el precio de todos los servicios públicos y transporte y una suba de hasta un 180% de los combustibles. Como contrapartida, anunció un aumento del 45% de los salarios. Su objetivo era adelantar los precios a los salarios, para licuar las deudas de las empresas para luego estabilizar y liberar la economía para la entrada del capital extranjero. Para justificar las medidas adoptadas, Rodrigo enunció una serie de postulados contrarios al consumismo, pidiendo a todos los argentinos que disminuyeran sus gastos, en especial de artículos suntuarios e importados. A esta política de ajuste se la conocería como el «Rodrigazo», recordado por la historiografía como el comienzo de una serie de políticas económicas centradas en el «ajuste» y el «sinceramiento» de la economía, que en definitiva terminaron por perjudicar a los asalariados y a la producción, especialmente la industrial. La política de Rodrigo establecía un tope del 40% para los aumentos salariales acordados en paritarias de negociación colectiva. Los sindicatos, que habían acordado con las cámaras patronales aumentos salariales que promediaban el doble del tope, rechazaron con dureza la política económica y se desataron protestas contra esta en todo el país. La Confederación General del Trabajo (CGT) exigió a la presidenta que homologara los convenios colectivos. Sin embargo, el gobierno de Martínez de Perón se negó, por lo que la CGT declaró el primer paro general contra un gobierno peronista, que tuvo lugar durante cuarenta y ocho horas entre el 7 y el 8 de julio.

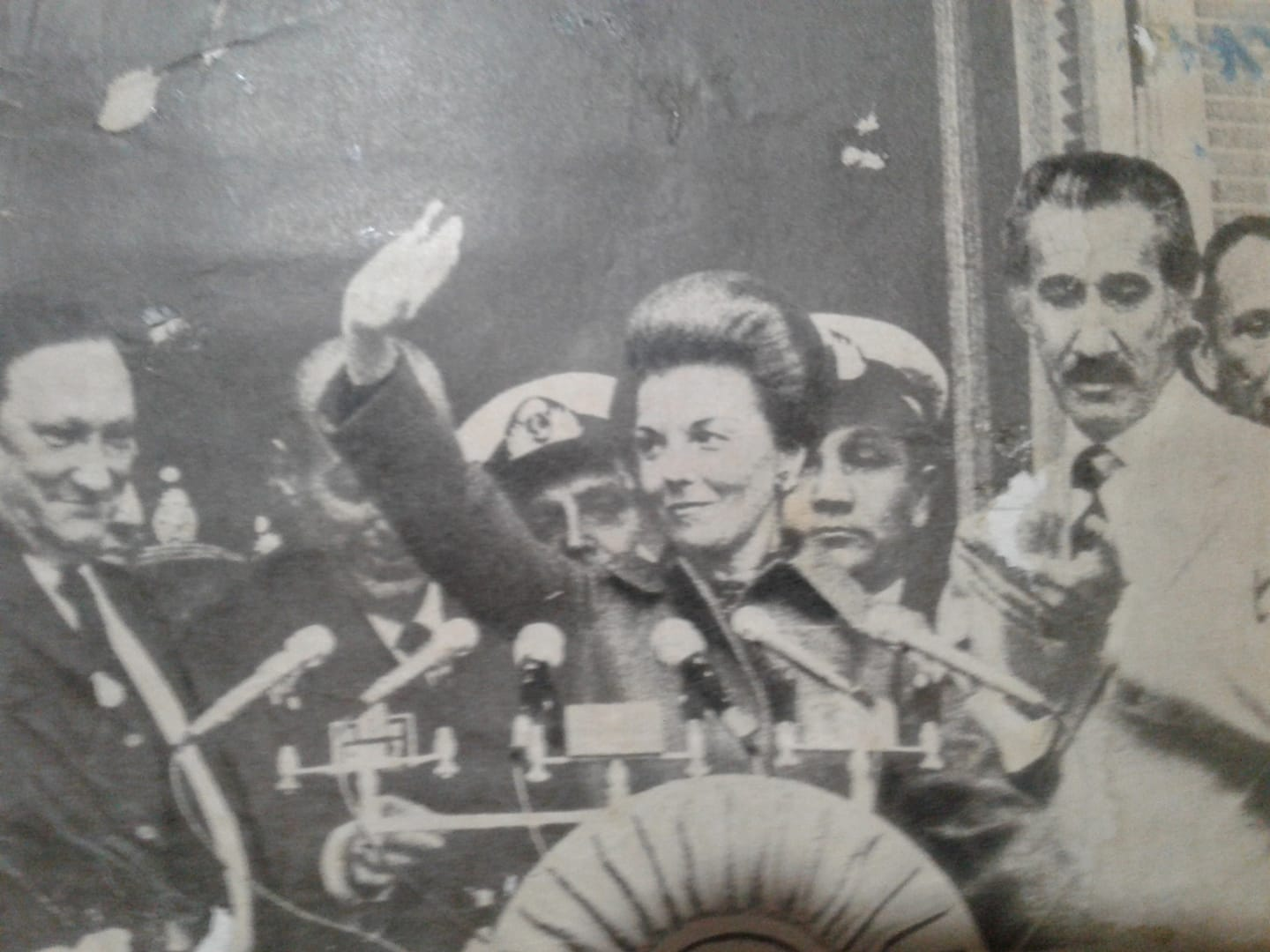
Isabel Perón preside los festejos por el día del trabajador desde el balcón de la casa rosada, 1 de mayo de 1975.

La presión sindical lograría un aumento promedio de los salarios del 180%, lo cual, en conjunción con las medidas de Rodrigo, elevó la inflación a niveles nunca vistos en la Argentina. Al mismo tiempo, la crisis destruyó la legitimidad política de López Rega y el sector del peronismo que le respondía. Durante los últimos días de junio y la primera mitad del mes de julio, se produjeron manifestaciones exigiendo la salida del gobierno de López Rega con la consigna: «¡Isabel, coraje, al brujo dale raje!». De acuerdo con el historiador Marcelo Larraquy, durante una concentración masiva contra el ministro de Bienestar Social en la Plaza de Mayo, López Rega habría exigido con violencia a Martínez de Perón que saliera al balcón a reivindicar su figura, propinándole una cachetada cuando esta se negó a hacerlo, lo que habría llevado a la custodia presidencial a amenazarlo. Luego de permanecer algunos días encerrado con la presidenta en la residencia presidencial de Olivos, López Rega finalmente presentó su renuncia el 11 de julio, siendo nombrado embajador de Argentina en España, lo que constituyó una suerte de exilio de facto.

#### Secuelas económicas antes del golpe de Estado
Rodrigo y Zinn dimitieron de sus cargos unos días después que López Rega, manteniéndose la cartera de Economía temporalmente vacante debido a la debacle. La economía entró en recesión y el país quedó al borde del default de su deuda externa, razón por la cual el gobierno se vio obligado a realizar un acuerdo con el Fondo Monetario Internacional, el primero realizado por un gobierno peronista. Martínez de Perón nombró ministro a Pedro José Bonanni, pero su decisión de convocar a los empresarios y marginar a los sindicatos de las consultas para elaborar un nuevo plan económico precipitó su renuncia a solo tres semanas de designado. El 11 de agosto asumió como ministro Antonio Cafiero, quien no consiguió modificar el rumbo catastrófico que estaba tomando la economía, agravado por las operaciones que realizaban ya los grupos golpistas. Para fin de año el déficit público llegó al 12,4% y todos los indicadores sociales se deterioraban en forma acelerada. El 3 de febrero de 1976 Cafiero fue reemplazado por Emilio Mondelli, bajo cuya gestión la Argentina tuvo el primer brote hiperinflacionario de su historia en marzo de ese mismo año, cuando el aumento de precios llegó al 54% mensual y el grupo golpista tomaba el poder para imponer una dictadura que combinaría el terrorismo de Estado sistemático con el primer plan económico neoliberal en la Argentina.

#### Relación con la prensa
Además de los ataques a medios y periodistas asesinados por los grupos guerrilleros opositores, durante su gobierno se tomaron diversas medidas que restringieron la libertad de prensa. Martínez de Perón usaba el término terrorismo periodístico para referirse a la prensa. Su gobierno se caracterizó por la prohibición de diarios y revistas que no eran afines a los proyectos del gobierno o publicaban algo que según el gobierno, menoscababa a los funcionarios públicos o perturbaba los esfuerzos de unidad nacional. Esta relación con la prensa y les medios de comunicación había comenzado durante el gobierno del general Perón. Ella no hizo más que continuarlo durante su mandato. El 20 de mayo de 1973, cuando aún gobernaba la dictadura antiperonista que entregó el poder político al gobierno del peronista de Héctor J. Cámpora, se había publicado en el boletín oficial un decreto que preveía  la posible expulsión del país de corresponsales extranjeros. Cuando ella asumió, el 28 de septiembre de 1974 se sancionó la Ley 20.840 que en su artículo 1o imponía prisión de hasta seis 6 años a quien divulgara, propagandizara o difundiera noticias que alteren o supriman el orden institucional y la paz social de la nación", al que realice actos de divulgación, propaganda o difusión tendientes al adoctrinamiento, proselitismo o instrucción de las conductas previstas en el art. Nº1. Al que tenga en su poder, exhiba, imprima, edite, reproduzca, distribuya o suministre, por cualquier medio, material impreso o grabado, por el que se informen o propaguen hechos, comunicaciones o imágenes de las conductas previstas en el art. Nº1. En su artículo 3o, inciso b) imponía prisión de dos a cinco años a los redactores o editores de publicaciones de cualquier tipo, directores y locutores de radio y televisión, o responsables de cualquier medio de comunicación, que informen o propaguen hechos, imágenes o comunicaciones de las conductas previstas en el artículo 1o.
En octubre de 1973, el gobierno decretó el vencimiento y la caducidad de las licencias de las únicas tres empresas privadas de la televisión argentina, el canal 11, dirigido por Héctor Ricardo García, el canal 13, dirigido por Goar Mestre y el canal 9, dirigido por Alejandro Romay. Diversos medios de prensa fueron clausurados, en algunos casos brevemente, entre ellos La Opinión, diario Noticias (por ser parte del grupo guerrillero Montoneros), El Mundo, Satiricón, cerrada por inmoral, Marchar, revista   El Fortín,  Última Hora, diario La Calle, El descamisado (por ser parte del grupo guerrillero peronista Montoneros), La Causa Peronista (por ser parte del grupo guerrillero Montoneros), El Peronista, El Nuevo Hombre, Revista Cabildo, y diario Crónica, también dirigido por Héctor Ricardo García y clausurado por haber propuesto la recuperación de las Islas Malvinas. En junio de 1974 la revista Militancia Peronista había sido clausurada por decreto del presidente Juan Domingo Perón pero volvieron a editar otra revista similar, bajo el nombre De Frente, que a los pocos meses también volvería a ser clausurada, esta vez por la presidenta Martínez de Perón El 20 de agosto de 1974,  el semanario La Causa Peronista, de los montoneros, anunció su pase a la clandestinidad. Otros medios sufrieron ataques con ametralladoras por parte de grupos parapoliciales controlados por su gobierno, como el diario El Pueblo, de San Miguel de Tucumán que, en octubre de 1974, no solo fue atacado sino que su director, José Ignacio García Hamilton fue detenido el 24 de noviembre y quedó a disposición del Poder Ejecutivo por haberse negado a abandonar el país luego de recibir amenazas de la triple A, recién fue liberado el 22 de mayo de 1975 por la presión de grandes personalidades. El 31 de julio de 1974 fue asesinado, también por la Triple A, el periodista y político Rodolfo Ortega Peña, fundador de la revista Militancia Peronista, quien había responsabilizado a Perón por la masacre de Pacheco.
El 27 de septiembre de 1974 fue secuestrado y asesinado el periodista y político Silvio Frondizi por la Triple A, organización comandada y financiada desde el Ministerio de Bienestar Social, la logia anticomunista Propaganda Due y la CIA. El jefe de Personal del diario Noticias, Julio Troxler, padeció la misma suerte. El 13 de octubre de 1974 fueron asesinados el periodista Pedro Leopoldo Barraza  y el fotógrafo de 21 años Carlos Laham. Su muerte también se la adjudicó la organización paraestatal manejada desde el Poder Ejecutivo, la triple A. La Asociación de Periodistas de Buenos Aires (APBA) fue intervenida por el gobierno de Martínez de Perón. En noviembre de 1974, ocho de sus nueve delegados fueron despedidos. El 17 de mayo de 1975 fue secuestrado y asesinado, por la Triple A, el periodista del diario La Opinión Jorge Money.
El 18 de mayo de 1975, por cadena nacional de televisión, el gobierno acusó  a los diarios La Opinión y El Cronista Comercial de realizar  prácticas disolventes. El boletín oficial publicaba que si bien el Gobierno nacional es plenamente respetuoso de la libertad de expresión, no pueden ampararse bajo tales garantías constitucionales actividades que persiguen propósitos contrarios al ordenamiento definitivo y en paz de la Nación. El 20 de mayo de 1975 se sancionó el decreto n.º 1273, que creaba un "Registro de Agencias Noticiosas"  dependiente de la Secretaría de Prensa y Difusión de la Presidencia de la Nación, de inscripción obligatoria para todos los medios de noticias  que prohibía los corresponsales extranjeros y la difusión de noticias referidas al país provenientes de medios extranjeros. Cuando llegó el Día del Periodista, que en Argentina se festeja el 7 de junio, un legislador de la Unión Cívica Radical manifestó en la legislatura de la provincia de Buenos Aires que la situación no estaba para festejar porque la libertad de expresión y prensa se encontraba seriamente dañada después de la clausura de diarios, revistas,  asesinatos y atentados contra periodistas y el tema del manejo oficial  del gobierno de  todas las radios y la televisión. En octubre de 1975, la Secretaría de Prensa y Difusión de la Presidencia y la Secretaría de Informaciones del Estado, pasaron a depender del Consejo de Defensa Nacional, formado por el ministro de Defensa y los tres comandantes de las Fuerzas Armadas a través del decreto 2772.

#### Relación con el feminismo
A pesar de ser la primera mujer en ocupar la jefatura del Estado argentino, la relación de los grupos feministas entonces activos en Argentina con Martínez de Perón (que por lo general recurría a un discurso conservador católico y derechista) fue tensa, y su período de gobierno no se caracterizó por prácticamente ninguna política institucional que incrementara los derechos de las mujeres. El Caudillo (revista de extrema derecha empleada por López Rega y la Triple A como medio de difusión durante la primera mitad del gobierno de Martínez de Perón) calificó al feminismo como «un reducto de mujeres marxistas, lesbianas y feas». Los treinta y nueve ministros en las distintas carteras que Martínez de Perón tuvo durante su mandato fueron hombres. Poco antes del fallecimiento de Perón, en marzo de 1974, su administración había criminalizado la venta libre de pastillas anticonceptivas, medida que fue mantenida por el gobierno de Martínez de Perón. El gobierno exhibió durante este período una postura marcadamente antiabortista, calificando la lucha feminista por la legalización del aborto o el divorcio vincular como una combinación de «intereses no argentinos» que buscaban «destruir a la familia» y «amenazar la maternidad como función natural de la mujer». En 1975, la Organización de las Naciones Unidas declaró el «año internacional de la mujer», y en abril de ese año el gobierno de Martínez de Perón creó una comisión para organizar las celebraciones. Sin embargo, el gobierno demostró un rechazo casi abierto a la participación de los principales grupos feministas del país (la Unión Feminista Argentina y el Movimiento de Liberación Feminista), y su verdadera actividad fue muy escasa, con la excepción de la organización de un seminario previsto para marzo de 1976. La presidenta participó en un Congreso de la Mujer en agosto de 1975, pero se excluyó a las organizaciones feministas de su realización, bajo el alegato de que «fomentaban la lucha contra el hombre».
Durante la segunda mitad del año, la diputada jujeña María Cristina Guzmán presentó el proyecto de Ley 21.182 de patria potestad compartida, uno de los principales reclamos del movimiento feminista. Hasta entonces el varón tenía todos los derechos sobre la patria potestad de los hijos, mientras que la mujer solo tenía obligaciones al respecto. Argentina había tenido en su momento una legislación de patria potestad compartida durante la primera presidencia de Perón, pero esta fue derogada por la «Revolución Libertadora» y no fue recuperada. A pesar de que la anterior legislación se consideraba una antigua conquista peronista y que el proyecto fue en última instancia aprobado por ambas cámaras del Congreso, Martínez de Perón  lo vetó el 22 de octubre de 1975, bajo el alegato de que el mismo era «poco claro» con respecto a si la patria potestad era compartida o conjunta, colocando al varón y a la mujer únicamente en una posición «indistinta». La desmarcada posición y el casi nulo accionar en cuestiones feministas de un gobierno encabezado por una mujer resultó blanco de profundas críticas por parte de figuras de izquierda y centroizquierda del país. El periódico Avanzada Socialista elogió la situación de Francia, que acababa de legalizar el aborto, e Italia, que estaba en proceso de instaurar una ley de divorcio vincular, para compararla con la situación de Argentina, declarando que: «La única ley propuesta en lo que va del año referida a la situación de la mujer fue vetada por el Poder Ejecutivo». La ley que estableció la patria potestad compartida no se aprobaría sino hasta 1985 y el divorcio vincular hasta 1987, ambas bajo el gobierno de Raúl Alfonsín.

### Relaciones exteriores

#### Giro hacia la derecha
El gobierno de Martínez de Perón transcurrió en un contexto internacional de pronunciado giro hacia la derecha. Las dictaduras que rodeaban a la Argentina desde la segunda mitad de 1973 se habían consolidado. En este período se conformó la Operación Cóndor apoyada por los Estados Unidos, para coordinar los servicios de inteligencia y generalizar el terrorismo de Estado en América del Sur. Al mismo tiempo, en 1975, Chile se convertía en el primer país del mundo en aplicar el nuevo modelo económico desarrollado a partir de las ideas de Milton Friedman de la Universidad de Chicago, que sería conocido con el nombre de neoliberalismo. La política internacional de Martínez de Perón, llevada adelante por su canciller y miembro de la logia anticomunista Propaganda Due Alberto Vignes, abandonó la impronta tercermundista y de no alineamiento en la Guerra Fría, que había tenido durante las presidencias de Cámpora y Perón, sobre todo en las relaciones con los demás países de América Latina. Argentina enfrió las relaciones con aquellos países cuyos gobiernos eran considerados «izquierdistas» por Estados Unidos (Cuba, México, Perú y Venezuela). El gobierno de Martínez de Perón canceló todas las tratativas tendientes a incorporar a la Argentina al Pacto Andino que venían realizando los anteriores presidentes peronistas y en su lugar buscó establecer un polo de poder regional, sobre la base de compartir una ideología anticomunista, con las dictaduras de Bolivia, Chile y Uruguay, que a su vez frenara el «expansionismo» de Brasil. En particular Argentina tuvo un conflicto diplomático con México, debido a la protección que este país dio a gran cantidad de argentinos perseguidos por la Triple A, entre ellos el expresidente Cámpora, haciendo uso del derecho de asilo.

#### Política respecto a las Islas Malvinas
Durante el último gobierno de Perón se habían realizado negociaciones secretas entre el gobierno argentino y el británico en el marco de la disputa entre ambos países por la soberanía de las Islas Malvinas. La discusión giraba en torno a la posibilidad de establecer una administración conjunta del territorio bajo un «condominio anglo-argentino» hasta un posible traspaso completo de la soberanía. Aunque Perón había favorecido la idea, las negociaciones se enfriaron después de su muerte y la asunción de Martínez de Perón. Por entonces, la Argentina ejercía su soberanía en la zona económica exclusiva en torno a Malvinas a partir de las 12 millas náuticas y hasta las 200 hasta el año 1982 sin que el Reino Unido, que no reclamaba esas aguas, objetara los actos administrativos, como la interdicción de buques extranjeros que pescaban en forma ilegal en la zona. Un acto de este tipo se produjo sobre el buque de investigación británico RRS Shackleton el 4 de febrero de 1976, efectivamente hacia el final del gobierno de Martínez de Perón, cuando el destructor de la Armada Argentina ARA Almirante Storni (D-24) efectuó disparos a su proa debido a que realizaba investigaciones sin autorización argentina a 80 millas de las islas Malvinas. El buque fue luego escoltado por el destructor y un avión hasta Puerto Argentino/Stanley.

### Acercamiento con los militares y problemas de salud

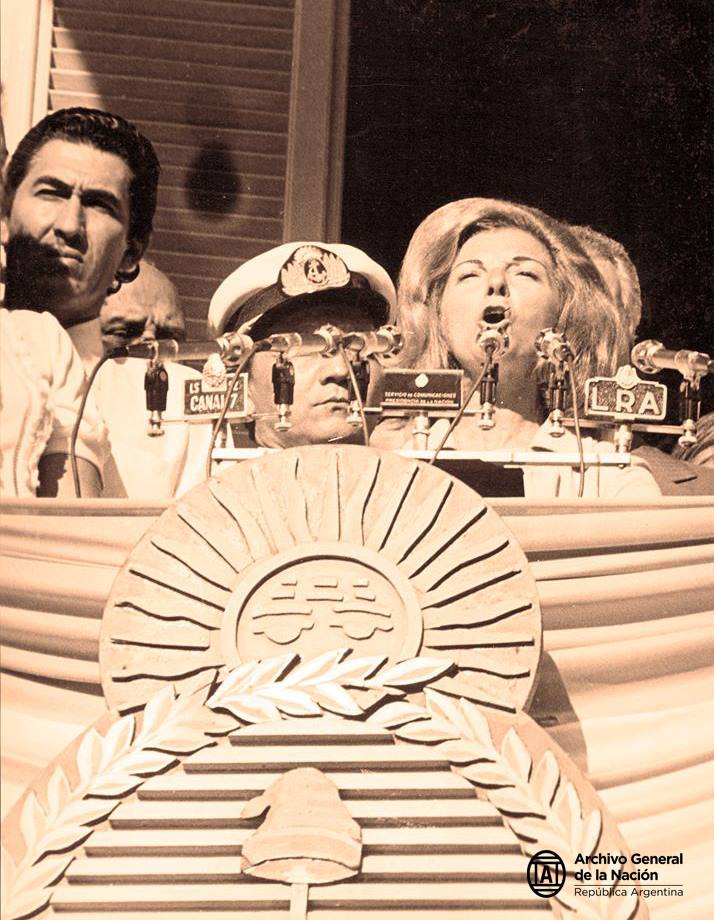
Martínez de Perón después de reasumir el cargo tras su licencia durante el acto del Día de la Lealtad; 17 de octubre de 1975.

La salud de Martínez de Perón fue objeto de controversia durante su presidencia, siendo vista como una mujer enfermiza que padeció constantes crisis nerviosas y una insana pérdida de peso durante su período de gobierno, lo que llevó a licencias continuadas alegando motivos de salud. El 25 de julio de 1975, dos semanas después de la caída de López Rega, un informe de la CIA resumía que: «Los médicos han confinado a la señora de Perón a su cama, lo cual desencadenó una nueva ronda de especulación sobre si ella solicitará una licencia, posiblemente por un largo periodo de dos meses. Aunque sus asistentes de prensa describen sus dificultades como una gripe, ella sufre un grave cuadro nervioso y necesita frecuente sedación fuerte. Bajó mucho de peso». La CIA se mostró preocupada ante un posible incremento del vacío de poder tras la salida de López Rega del gobierno, y describió a Martínez de Perón como una mujer con tendencia a reaccionar a la angustia personal y política con depresión, sugiriendo que esto podía ser una causa de sus problemas de salud. Ante la creciente presión política en su contra después de la caída de López Rega, Raúl Lastiri renunció como presidente de la Cámara de Diputados, y el abogado Ítalo Luder fue instalado como presidente provisional del Senado y sucesor constitucional de Martínez de Perón. El 13 de septiembre de 1975, Martínez de Perón solicitó licencia por razones de salud. Por entonces apenas podía dormir y pesaba tan solo 41 kilogramos, por lo que Luder asumió el ejercicio del poder ejecutivo en forma interina. Durante su licencia, Martínez de Perón se mantuvo en Ascochinga, cerca de la capital provincial de Córdoba, en una colonia de vacaciones de la Fuerza Aérea, acompañada por Alicia Raquel Hartridge de Videla, Delia Viera de Massera y Lía González de Fautario, las esposas de los tres comandantes de las Fuerzas Armadas: el Jorge Rafael Videla, Emilio Eduardo Massera, y Héctor Fautario.
Durante su breve período a cargo del poder ejecutivo, Luder reforzó el poder de los militares y sancionó a su pedido otros tres decretos de aniquilamiento que extendían a todo el país la orden de «aniquilar» el accionar guerrillero: creaba un Consejo Nacional de Defensa controlado por las Fuerzas Armadas y ponía a las policías nacionales y provinciales a órdenes de aquellas. Una de las primeras decisiones del Ejército fue militarizar el país en cinco zonas, dentro de las cuales cada comandante de cuerpo tenía autonomía para ordenar las acciones represivas que considerara necesarias, entre ellas el establecimiento de centros clandestinos de detención y tortura. Luder anunció también que se adelantarían las elecciones previstas para marzo de 1977, las cuales se celebrarían en la segunda mitad de 1976, aunque la fecha no se confirmaría sino hasta los últimos días del año. En una reunión de los altos mandos del Ejército dirigida por el entonces comandante en Jefe del Ejército Jorge Rafael Videla, con participación de asesores militares franceses y estadounidenses, se aprobó en secreto la Estrategia Nacional Contrainsurgente, en donde se ordenó prescindir de los procedimientos y garantías del Estado de derecho y realizar las acciones represivas de manera clandestina y sin reconocimiento por parte de las autoridades estatales. Poco después, el 23 de octubre de 1975, en la XI Conferencia de Ejércitos Americanos realizada en Montevideo, Videla declaró públicamente que «Si es preciso, en la Argentina deberán morir todas las personas necesarias para lograr la paz del país». La zonificación militar del país que dispuso la Directiva 404/75 del 28 de octubre, puso al país bajo el poder autónomo de las Fuerzas Armadas por encima de los poderes provinciales constitucionales; una política que perseguía un posible proceso de bordaberrización (dictadura con presidente civil) similar a la llevada a cabo en la vecina Uruguay por el entonces presidente Juan María Bordaberry.
Aunque numerosas fuentes documentan que el golpe estuvo planificado desde incluso antes de que Martínez de Perón asumiera en caso de que Perón falleciera en el cargo, durante el final del mes de septiembre y la primera mitad de octubre se consideró factible que Martínez de Perón extendiera por tiempo indefinido su licencia o renunciara a la presidencia, poniendo la jefatura de Estado en manos de Luder en forma definitiva y permitiendo un golpe institucional que fuera «contra Isabel, pero no contra todos». Esta opción era vista como la única forma de evitar un nuevo golpe de Estado. El 17 de octubre de 1975, sin embargo, Martínez de Perón retornó a la presidencia y rechazó en forma tajante la idea de renunciar ante los medios de comunicación. De acuerdo con su enfermera, Norma Bailo, en una entrevista posterior, tenía la impresión de que la presidenta no tomaba decisiones por sí misma, dando indicios de que en realidad ella tuvo varias veces la intención de renunciar, pero fue forzada a no hacerlo. Se considera que, a partir de la decisión de Martínez de Perón de no renunciar a la presidencia y dejar a Luder como presidente interino, fue prácticamente imposible evitar el golpe de Estado.

### Crisis política y derrocamiento

#### Operación Primicia
Tanto la agrupación Montoneros, así como el Ejército Revolucionario del Pueblo venían desarrollando acciones tendientes a ocupar el espacio que Juan Domingo Perón les había negado y para ello realizaron actividades de guerrilla hasta que el 5 de octubre de 1975 realizaron el copamiento del Regimiento de Infantería de Monte n.º 29, que en aquel entonces era el segundo en poder de fuego del país, en una acción que denominaron como «Operación Primicia». El objetivo de la operación tenía por objeto hacerse con un gran arsenal que les permitiera desarrollar acciones a mayor escala al tiempo que consideraron que otras células podían replicar el ataque y que el pueblo los apoyaría.
Posterior al copamiento del regimiento ocurrió un combate de 30 minutos con un saldo de 24 muertos: 12 montoneros y 12 militares, de los cuales 10 eran conscriptos. La Operación Primicia incluyó el secuestro del vuelo 706 de Aerolíneas Argentinas en Aeroparque y el copamiento del aeropuerto de Formosa. Los guerrilleros llevaban 11 fusiles FAL, 18 pistolas ametralladoras Halcón, 5 fusiles FN, 1 fusil ametralladora Madsen, 2 escopetas, 5 minas, 51 granadas, revólveres y 19 vehículos. En total participaron 60 guerrilleros y para el ataque armaron bases operativas en la ciudad de Buenos Aires, Rosario, Santa Fe, Resistencia y Formosa.
Una de las primeras víctimas fue el sargento Víctor Sanabria, quien fue acribillado mientras intentaba dar aviso por radio. Otro grupo mató a cinco conscriptos que dormían dentro de la habitación de la guardia, a la vez que varias granadas fueron arrojadas hacia las ventanas del baño, impactando a otros soldados mientras se duchaban.

#### Alzamiento de diciembre de 1975
La negativa de Martínez de Perón a renunciar provocó la resolución definitiva de las Fuerzas Armadas de derrocar al gobierno constitucional. Después de conocerse el retorno de Martínez de Perón el 16 de octubre, la Marina y el Ejército encabezados por Massera y Videla respectivamente, habían comenzado a planificar el golpe, pero el comandante de la Fuerza Aérea, Fautario, se negó a apoyarlos. El 18 de diciembre de 1975 tuvo lugar un intento de golpe de Estado encabezado por el brigadier Jesús Orlando Cappellini. En simultáneo, el grupo golpista manipuló la situación para forzar el relevo de Fautario y su reemplazo por Orlando Ramón Agosti, favorable al golpe de Estado. El gobierno, que había recibido las primeras señales irregulares el 15 de diciembre, consideró que relevando a Fautario la rebelión se sofocaría, creyendo que se trataba sólo de una disputa interna de las Fuerzas Armadas. El Ministro del Interior, Ángel Federico Robledo, afirmó en cadena nacional: «Un conflicto institucional, relativo a la conducción del arma aérea, ha sido aprovechado por un reducido grupo de oficiales retirados y civiles para convertirlo en un conato subversivo, que no encontró eco ni en las Fuerzas Armadas ni en el pueblo». La rebelión encabezada por Cappellini, sin embargo, se mantuvo hasta el 22 de diciembre e incluyó un bombardeo a la VII Brigada con aviones de la Fuerza Aérea, siendo detenida a último momento por la mediación del vicario castrense Adolfo Tortolo. En última instancia, el golpe fracasó debido a la negativa de Videla a apoyar un derrocamiento absoluto del gobierno de Martínez de Perón en ese momento, pues consideraba que aún no era el tiempo adecuado para realizarlo. A pesar de la sublevación, Martínez de Perón concedió un mensaje por cadena nacional durante el cual se negó reiteradamente a renunciar, aunque anunció el adelanto de las elecciones presidenciales para el 17 de octubre de 1976. Al mismo tiempo, declaró que no permitiría que nadie «con propósitos mezquinos», intentara usurpar el poder de manera inconstitucional.
Si bien la sublevación no tuvo éxito en derrocar a Martínez de Perón el grupo golpista logró emplearlo para deshacerse de Fautario, el último oficial leal al gobierno constitucional y único obstáculo entre el sector favorable a Videla en el camino hacia un golpe de Estado exitoso y una toma de poder. Días después del intento de derrocamiento, el 23 de diciembre, tuvo lugar un asalto fallido a un batallón en la localidad de Monte Chingolo, provincia de Buenos Aires, por parte del Ejército Revolucionario del Pueblo, que resultó en numerosas bajas para la organización guerrillera, con varios prisioneros ejecutados clandestinamente luego de rendirse. Videla pasó entonces la Nochebuena en Tucumán, donde aún tenía lugar el Operativo Independencia, y empleó su tiempo allí para arengar a las fuerzas armadas desplegadas en el lugar. Videla impuso entonces un ultimátum de noventa días (hasta el 24 de marzo) al gobierno de Martínez de Perón para que «ordenara el país». Una negociación el 29 de diciembre, entre Martínez de Perón y el vicario castrense Adolfo Tortolo durante la cual este último intentó convencerla de abandonar el poder, fracasó luego de que la presidenta se negara de nuevo a renunciar, a lo que las cúpulas militares respondieron que su salida de la presidencia sería «el único punto no negociable». Martínez de Perón se reunió entonces personalmente con los tres comandantes el 5 de enero de 1976, volviendo a rechazar sus pedidos de renuncia. Nuevas presiones para forzar su dimisión, también fallidas, se dieron el 17 de febrero del mismo año. Martínez de Perón le aclararía en privado a su ministro de Defensa, José Deheza, que consideraba que renunciar implicaría «convalidar lo que va a venir después». El golpe de Estado había sido planeado desde octubre de 1975 y el Departamento de Estado de los Estados Unidos sabía de los preparativos dos meses antes de que ocurriera.

#### Preparativos golpistas
El 14 de agosto de 1975, un mes después de la renuncia de López Rega, estalló un escándalo cuando surgieron acusaciones de que Martínez de Perón habría malversado grandes sumas de dinero de la «Cruzada de la Solidaridad», una organización benéfica creada y dirigida desde su gobierno, a sus cuentas personales en España, acusación publicada en el diario opositor La Prensa. Las acusaciones motivaron una investigación por parte del Congreso a partir de noviembre. Después de la intentona golpista de diciembre, el Movimiento de Integración y Desarrollo (MID), segundo partido más grande del oficialista Frente Justicialista de Liberación (FREJULI) encabezado por el expresidente Arturo Frondizi, anunció su salida de la coalición oficialista de la que había formado parte por tres años. Al mismo tiempo, los bloques justicialistas en ambas cámaras del Congreso enfrentaron una fuerte división entre un sector «verticalista», favorable al gobierno, y un sector «rebelde». La división dejó al oficialismo sin mayoría propia en la Cámara de Diputados, pasando de tener 142 diputados a tener 102 contra 129 que sumaban la oposición (la UCR, la FUFEPO, la APR y algunos partidos provinciales) sumando a los sectores antiverticalistas, quedando otros 12 diputados en posiciones independientes. Ese mismo mes el gobierno sufrió una fuerte ruptura con el gobernador de Buenos Aires, Victorio Calabró, que afirmó que, con la continuidad de Martínez de Perón en el poder, sería imposible que el gobierno constitucional llegase con éxito a las elecciones presidenciales, provocando un fallido intento de intervención federal. El ministro de Economía, Antonio Cafiero, fue reemplazado por Emilio Mondelli, que anunció su «Plan de Emergencia Económica» que incluyó nuevos precios tope para el pan, fideos, quesos, manteca, leche en polvo y aceite. La medida rigió hasta el comienzo del gobierno militar.
Un sector de la oposición encabezado por el senador radical porteño Fernando de la Rúa, promovió un proceso de juicio político contra Martínez de Perón. Existieron dos intentos de destituir a la presidenta por la vía institucional, uno presentado por el diputado bloquista sanjuanino Héctor R. Valenzuela y otro por el demócrata mendocino Francisco Moyano; si bien ninguno de los dos obtuvo los votos suficientes para prosperar, el último motivó un intenso debate en la Cámara de Diputados el 25 de febrero de 1976, un mes antes del golpe. Después del intento, Lorenzo Miguel anunció que las 62 Organizaciones volverían a respaldar al gobierno, después de un período de marcada postura crítica.
Durante los últimos meses antes del golpe de Estado numerosos medios de comunicación opositores jugaron un papel muy importante en debilitar al gobierno constitucional e infundir en la población de la idea de que un golpe de Estado era una conclusión inevitable, e incluso preferible. A lo largo del año 1975 varios periódicos destacaron la incapacidad de la presidenta para gobernar, así como buscaron desacreditar cualquier propuesta de buscar una vía legal para salir de la crisis política, intentando profundizar el estado de inestabilidad del país. Los titulares contra el gobierno de Martínez de Perón fueron casi diarios hasta el día del golpe, y durante las últimas semanas periódicos como el diario Clarín o La Nación incitaban a las Fuerzas Armadas de manera abierta a intervenir para poner fin al régimen constitucional. Algunos dirigentes políticos emitieron declaraciones sobre su opinión con respecto a un posible golpe de Estado en los días previos a la sublevación militar. El líder conservador liberal, Álvaro Alsogaray, se manifestó escéptico ante la idea de derrocar a Martínez de Perón durante una entrevista el 21 de marzo, alegando que sería cuestionable hacerlo en una ocasión en la que la oposición tenía posibilidades nunca antes vistas de derrotar al peronismo por medios electorales, y declarando: «¿Por qué transformarlos en mártires incomprendidos de la democracia, precisamente en el momento en que se verán obligados a declarar su gran fracaso?». El 16 de marzo, Balbín había dado un discurso por cadena nacional de radio y televisión en donde afirmó que el aislamiento del gobierno había provocado que el Estado dejara de funcionar tras la muerte de Perón, y culminó con la frase: «Todos los incurables que tienen cura cinco minutos antes de la muerte. Desearía que los argentinos, hoy, no empezáramos a hacer la cuenta de los últimos cinco minutos».
El 23 de marzo de 1976, último día bajo el gobierno de Martínez de Perón el diario La Razón tituló: «Todo está dicho, el inminente fin»: mientras que la primera plana de Clarín establecía «Inminencia de cambios en el país». Ese mismo día, se produjeron numerosos hechos que parecían anunciar el golpe: mientras que los militares comenzaban a desplegar sus fuerzas en las principales ciudades del interior, varios diputados comenzaron a retirar sus pertenencias del Palacio del Congreso y a solicitar un adelanto de sus dietas.

#### El Golpe de Estado de 1976
Poco después de la medianoche del 24 de marzo de 1976, Martínez de Perón se subió al helicóptero presidencial junto a su secretario privado Julio Carlos González; el jefe de su custodia personal, Rafael Luisi; un joven oficial del Regimiento de Infantería 1 Patricios; el teniente de fragata Antonio Diamante y dos pilotos de la Fuerza Aérea, con dirección a la residencia presidencial de Olivos. Durante el vuelo, el piloto anunció que el vehículo tenía un desperfecto y que debían realizar un aterrizaje no programado en Aeroparque, ingresando la delegación a las oficinas del jefe de la Base. Aproximadamente a las 3:10 de la madrugada, el general José Rogelio Villarreal le anunció a Martínez de Perón: «Señora, las Fuerzas Armadas han decidido tomar el control político del país y usted queda arrestada», dando comienzo formal al golpe de Estado. Martínez de Perón preguntó si sería fusilada, a lo que Villarreal respondió que los militares garantizarían su integridad física. La presidenta denunció la traición de las Fuerzas Armadas a su gobierno y buscó negociar con los golpistas el cierre del Congreso y el nombramiento de cuatro militares para su gabinete, amenazando con huelgas y manifestaciones masivas de los sindicatos si consumaban su derrocamiento. Villarreal le respondió que «le han dibujado un país ideal, un país que no existe». Martínez de Perón fue trasladada entonces a la provincia del Neuquén en calidad de detenida, y por la mañana una Junta Militar asumió el gobierno del país, instaurando la dictadura autodenominada «Proceso de Reorganización Nacional», que invistió a Jorge Rafael Videla como presidente de facto el 29 de marzo de 1976.

## Pensamiento político
Dentro del Partido Justicialista, Isabelita Perón era la principal referente de las corrientes ortodoxas y de derechas del movimiento. En esta línea, su figura es aún reivindicada por el movimiento sindical, que constantemente solicita a los gobiernos de turno la colocación de su busto presidencial en el hall de honor de la Casa Rosada.
Es considerada una figura de extrema derecha, de pensamiento fascista, y según algunos expertos simpatizante del nazismo. incluso, se la vio realizando el saludo romano en una conferencia en el Canal 7, saludo característico del nazi-fascismo, información que también fue documentada por Schwartzenberg, en su obra The Superstar Show of Government (1979). Por otra parte, es una férrea defensora y referente del Catolicismo tradicionalista.
Ha sido criticada por ordenar el Operativo Independencia destinado a enfrentar a la guerrilla en Tucumán, en el marco del cual las Fuerzas Armadas recurrieron a la violación masiva de derechos humanos, dando lugar a que dicha operación sea considerada como una "avanzada del genocidio", que sirvió de antesala para el terrorismo de Estado que experimentaría el país durante la última dictadura militar.
Pese a su repudio filosófico e ideológico con las corrientes del feminismo, Isabel Perón desde una mirada religiosa, durante sus discursos políticos reivindicaba la figura de la mujer, el rol de las mismas en la sociedad y la importancia de la participación política de las mismas. Años más tarde, en una entrevista con el periodista Gustavo Sylvestre, reconocería la existencia de una cultura patriarcal, alegando incluso que una de las razones de su derrocamiento fue la existencia del machismo en Argentina, un machismo que no le perdonó a una mujer llegar a la primera magistratura del país.

## Presidencia del Partido Justicialista
Con el apoyo de algunas figuras verticalistas del peronismo, tales como Carlos Menem, Lorenzo Miguel y Deolindo Bittel, Martínez de Perón se convirtió en la primera mujer en presidir el Partido Justicialista. El sábado 6 de marzo de 1976, en una Argentina convulsionada y bajo amenaza de golpe militar, el Congreso Justicialista se reunió para elegir a los nuevos integrantes del Consejo Nacional partidario. Con 175 votos en favor de los candidatos verticalistas y sólo 8 en contra, los principales lugares quedaron ocupados por el gobernador de Chaco, Deolindo Bittel, como vicepresidente 1º, el gremialista Néstor Carrasco como vicepresidente 2º, el diputado bonaerense Lázaro Rocca como secretario general y Herminio Iglesias como secretario de Interior. Isabel Perón fue elegida presidenta del PJ y fue la primera mujer en conducir el partido. Al cierre de esa jornada, en su discurso, la presidenta incluyó una frase premonitoria cuando dijo que, si le “cortaban la cabeza” a ella, después “se la cortarían a los demás”. Una advertencia a los que creían que podían salvarse golpeando la puerta de los cuarteles, convencidos de que los militares darían el golpe y luego los convocarían a ellos para gobernar.
Tras el regreso de la democracia, Isabel Perón mantuvo su posición como presidenta del partido y ocupó un rol fundamental en la defensa de la estabilidad institucional, respaldando al gobierno de Raúl Alfonsín, quien había ganado las elecciones presidenciales de Argentina de 1983 y afrontaba la delicada tarea de consolidar la democracia. Martínez de Perón, en un claro respaldo democrático, anunció que los peronistas colaborarían para defender la estabilidad institucional y pidió al Consejo Nacional Justicialista que fuesen buenos perdedores.
Finalmente renunciaría a la presidencia de su partido en 1985, para alejarse completamente de la política partidaria.

## Actividades posteriores a la presidencia

### Encarcelamiento, posterior liberación y exilio a España
Tras el golpe de Estado, Martínez de Perón fue detenida y recluida en la residencia presidencial de El Messidor, en Villa La Angostura, Neuquén, donde comenzaron los procedimientos judiciales en su contra por el escándalo de la «Cruzada de la Solidaridad» y por la utilización de «fondos reservados» sospechada como ilícita. Se mantuvo a la expresidenta totalmente incomunicada, sin revistas ni posibilidad de hablar por teléfono, bajo el cuidado de su empleada doméstica española Rosario Álvarez Espinosa. Compareció ante interrogatorios judiciales en la misma residencia. En mayo del mismo año fue procesada por el juez Tulio García Moritán. Sus problemas emocionales y físicos se agravaron durante su encarcelamiento, siendo sometida a una estricta vigilancia militar y dedicando su tiempo en general a rezar y a realizar paseos cortos bajo custodia. Meses después del golpe, Emilio Eduardo Massera decidió hacerse cargo de la detención de la expresidenta y organizó un nuevo traslado y alojamiento para Martínez de Perón en el Arsenal Naval de Azul, en la provincia de Buenos Aires, donde pareció recuperarse su salud anímica.
El alcance de la relación entre Massera y Martínez de Perón es objeto de controversia, existiendo afirmaciones y supuesta evidencia de que mantuvieron una relación amorosa, teoría sostenida por el sobrino nieto de Perón (Alejandro Rodríguez Perón) y el periodista Luis Ventura, que afirmó poseer correspondencia privada entre la expresidenta y el entonces miembro de la junta dictatorial.
El 14 de junio de 1977, durante su estancia en Azul, llegó a Martínez de Perón un citatorio judicial anunciando que sería indagada de nuevo al día siguiente, provocándole una crisis nerviosa que desembocó en un sorpresivo intento de suicidio por su parte mediante la ingestión de un frasco entero de pastillas valium. Fue necesario realizarle un lavado de estómago para salvarla. Continuó manteniendo una salud física y mental inestable durante los siguientes días debido a su miedo a las indagatorias judiciales, sufriendo de un colon irritable y dolores de espalda, necesitando tratamientos de kinesiología. Aunque fue sobreseída de la causa de los «fondos reservados», el 4 de febrero de 1981, día en que cumplió 50 años, todavía debía cumplir condena por el incidente de la «Cruzada de la Solidaridad».  El 19 de marzo de 1981 fue condenada  por corrupción a ocho años de prisión por el juez federal Norberto Giletta, que unificó en una sentencia única las dos causas seguidas contra ella por uso indebido de fondos de la Cruzada de Solidaridad. Fue condenada  con condena firme por los cheques de la Cruzada de la Solidaridad y también fue condenada con condena firme por el Juez federal Pedro Narvaiz por la donación irregular de un inmueble del Estado que había sido confiscado a la familia Bemberg y ella donó al Partido Justicialista. El 9 de julio de 1981, habiendo cumplido dos terceras partes de la condena, fue puesta en libertad bajo el acuerdo de exiliarse del país. Martínez de Perón abandonó entonces la Argentina y se radicó en España en forma definitiva.
Instalada en Madrid, España, la expresidenta adoptó un perfil bajo y rechazó reuniones con otros políticos exiliados, como Carlos Saúl Menem o Deolindo Bittel. En 1982, Isabel encomienda vía telefónica el oficio de una misa en memoria de los caídos en la guerra de Malvinas a Italo Luder, que en ese entonces era uno de sus abogados, además de transmitirle a este su "plena solidaridad con la recuperación de las islas para la soberanía efectiva de Argentina". En la previa de las elecciones presidenciales de Argentina de 1983, Martínez de Perón publicó su libro, "Las verdades del justicialismo". Hacia 1984 decidió no participar más en política. A partir de entonces se concentró en librar batallas legales por medio de sus apoderados para recuperar los fondos restituidos a Perón y perdidos tras su derrocamiento.

### Viaje a la Argentina tras la vuelta a la democracia
A pesar de su creciente negativa a permanecer activa en la política, Martínez de Perón continuó siendo nominalmente presidenta del Partido Justicialista hasta casi nueve años después de su derrocamiento, aunque el poder político real dentro del armado partidario fue retenido por el grupo sindical encabezado por Lorenzo Miguel y su vicepresidente Deolindo Felipe Bittel. Martínez de Perón se declaró prescindente con respecto a las internas partidarias el 16 de abril de 1983. La dificultosa interna desembocó en la candidatura presidencial del expresidente provisional del Senado Ítalo Luder, con Bittel como compañero de fórmula. Durante la campaña de cara a las elecciones presidenciales del 30 de octubre de 1983, se especuló al principio con que la expresidenta se trasladara a la Argentina para encabezar un acto peronista en favor de Luder, idea que fue más tarde desechada, con la presidenta del partido manteniéndose en España durante las elecciones, sin ser políticamente rehabilitada hasta después de la jura del gobierno electo. En última instancia, los comicios resultaron en un amplio triunfo para Raúl Alfonsín, candidato de la Unión Cívica Radical, y la primera derrota electoral del PJ en cualquier tipo de elección libre desde la fundación del movimiento en 1946. Martínez de Perón retornó a la Argentina en diciembre por primera vez después de más de dos años, como invitada de honor para asistir a la toma de posesión de Alfonsín como presidente de la Nación. A su llegada al país, donde fue recibida por las autoridades del gobierno de facto con los honores requeridos para un antiguo jefe de Estado, declaró:

No traigo quejas ni agravios en este día feliz. Por encima de las miserias que pretendieron abrumarme rescato la felicidad del regreso y también la circunstancia de integrarme a los anhelos del pueblo argentino. Tengo la preocupación de contribuir a consolidar el partido peronista.

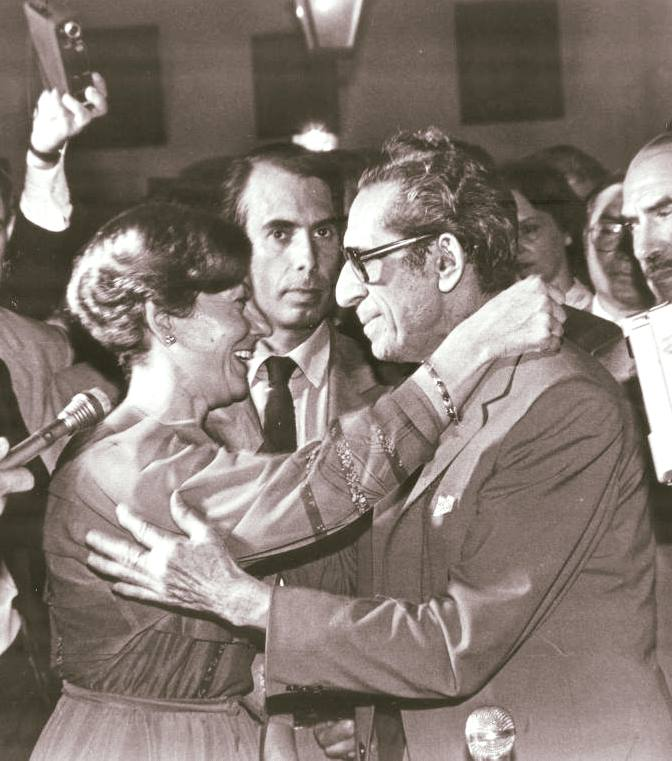
El gobernador de Tucumán, Pedro Fernando Riera, recibe en la Casa Histórica de Tucumán a la expresidenta Isabel Perón. 12 de diciembre de 1983.

El 14 de diciembre, poco antes de retornar a España para organizar su regreso definitivo a la Argentina en enero de 1984, Martínez de Perón organizó una reunión a puertas cerradas de la dirigencia del Partido Justicialista en el Hotel Bauen de Buenos Aires, durante la cual anunció el inicio de la reorganización del peronismo y cuestionó a las figuras que la «traicionaron» y retrasaron su rehabilitación política hasta mucho después de haber consensuado la fórmula presidencial, con el evidente objetivo de evitar su participación en la discusión.

Martínez de Perón y José Pedro Fernando Riera saludan desde los balcones de la Casa de Gobierno de Tucumán al pueblo reunido en la Plaza Independencia; diciembre de 1983.

Estas acciones correspondieron a un pacto entre Martínez de Perón y el gobierno de Alfonsín (negado por este último) que buscaba impulsar en el Congreso una ley de amnistía especial para la expresidenta, la cual establecía que no podía ser juzgada por ningún cargo previo al golpe militar debido al hecho de haber sido derrocada por medio de un quiebre institucional y no por un juicio político convencional, a cambio de desautorizar públicamente a la conducción partidaria del justicialismo. La ley 23.062 fue sancionada el 23 de mayo de 1984, denominada como «instrumento de reparación histórica». Ese mismo mes, la expresidenta fue invitada por el gobierno radical para participar en conversaciones políticas con la oposición justicialista, en calidad de presidenta del partido. Martínez de Perón desempeñó un papel constructivo durante las conversaciones, apoyando una posible cooperación entre la CGT y el gobierno de Alfonsín.
Después de una última aparición pública como dirigente del peronismo durante el plebiscito de noviembre de 1984 sobre el Tratado de Paz y Amistad entre Argentina y Chile para cerrar el Conflicto del Beagle con el país vecino, Martínez de Perón retornó a España, donde decidió establecer su residencia. El 21 de febrero de 1985, en el marco de la «renovación peronista» que implicó una dura interna política entre los sectores ortodoxos y renovadores del PJ, Martínez de Perón renunció como presidenta del partido; la dirigencia queda a cargo de Vicente Leonides Saadi, vicepresidente primero del Consejo Nacional del PJ, ratificado tras el Congreso Nacional de Santa Rosa (julio de 1985), vinculado al sector ortodoxo de la interna peronista. Tiempo después (10 de enero de 1988) el liderazgo sería entregado a Antonio Cafiero, líder del peronismo renovador que llevó al partido a ganar las elecciones legislativas de 1987, además de competir en las primarias presidenciales de 1988 donde fue derrotado por Carlos Saúl Menem.

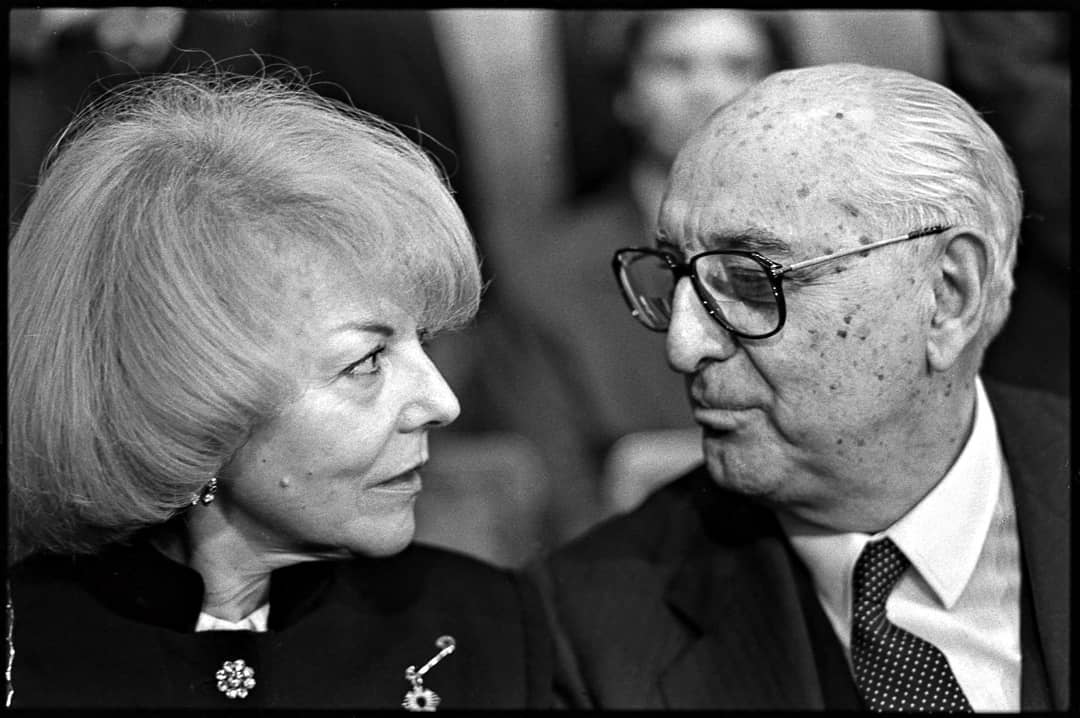
Los expresidentes María Estela Martínez de Perón y Arturo Frondizi en el Congreso de la Nación, durante el acto de asunción de Carlos Saúl Menem. 8 de julio de 1989.

En noviembre de 1988 retornó a la Argentina por un breve período de tiempo y se reunió con el presidente Alfonsín. Durante su visita espetó «¡No me atosiguéis!» a un grupo de periodistas que la rodeaban al momento de su llegada, frase que sería frecuentemente parodiada y remarcada por la prensa debido a su fuerte acento español, muy diferente al acento argentino. En 1989, después de la victoria justicialista en las elecciones presidenciales de 1989, se especuló que Martínez de Perón podría ser nombrada embajadora argentina en la Ciudad del Vaticano, lo que fue desmentido.

### Últimos años en la esfera pública
Durante el mandato de Carlos Saúl Menem (1989-1999) llegó a un acuerdo con el Estado argentino sobre deudas pendientes por los bienes decomisados de Perón durante el gobierno militar, por el cual percibió más de cuatro millones de dólares, a lo que suma la pensión mensual vitalicia que le corresponde como expresidenta. La ANSES deposita todos los meses sus haberes en el Banco Nación, que los gira al exterior.  A fines de los años 1990, Martínez de Perón se mudó a Villanueva de la Cañada en Madrid. Allí se instaló en su nueva casa en la que vive con una mujer a cargo de cuidarla y un chófer. A partir de entonces se retiró por completo de la esfera pública, rechazando pedidos constantes de entrevistas o visitas políticas y volviéndose muy inusual que abandone la propiedad.
Las últimas ceremonias de asunción de un presidente a las que asistió Isabel fueron las dos del peronista Carlos Menem (la primera en 1989, junto al expresidente Frondizi y Antonio Cafiero, y la segunda en 1995).
El 24 de agosto de 1994, asiste como invitada especial a la jura de la nueva constitución nacional en el Palacio San José de Concepción del Uruguay (Entre Ríos).
El 18 de abril de 1995, con el casi desapercibido fallecimiento del expresidente Arturo Frondizi (1958-1962), Martínez de Perón pasó a ser la última expresidenta con vida de una experiencia constitucional previa al período democrático vigente. El 16 de junio de 2020 superó a Roberto Marcelo Levingston (dictador entre 1971 y 1972) como la expresidenta con la vida pospresidencial más larga de la historia argentina, con 49 años, 4 meses y 23 días. Levingston había muerto el 17 de junio de 2015, 44 años, 2 meses y 22 días después de dejar el cargo. Tras este fallecimiento, es también la expresidenta viva del período presidencial más antiguo, y ha sobrevivido a sus cuatro sucesores de facto (Jorge Rafael Videla, Roberto Eduardo Viola, Leopoldo Galtieri y Reynaldo Bignone) y cuatro de sus sucesores constitucionales (Raúl Alfonsín, Carlos Saúl Menem, Fernando de la Rúa y Néstor Kirchner).

### Atentados contra su vida
Durante su mandato como vicepresidenta y como presidenta, estuvo fuertemente custodiada por las continuas amenazas de bombas y de asesinato que se hacían hacía su persona por partes de los grupos guerrilleros de ultraizquierda.
En el año 1984, a diez años de la muerte de su marido, un grupo aun desconocido de personas colocan en un avión de Aerolíneas Argentinas una bomba, la cual es descubierta a tiempo por la Fuerza Aeroportuaria salvándole la vida a ella y a 211 personas. Al llegar a su destino, Barajas, la viuda de Perón exclama "nadie se muere cinco minutos antes del plan del Dios". El intento de asesinato de la mujer fue un escándalo político y ocasionó el repudio del entonces presidente, Raúl Alfonsín.

### Ciudadanía española
A principios del siglo XXI, específicamente en el año 2000, María Estela Martínez Cartas de Perón logró obtener la ciudadanía española, sin perder su ciudadanía natural (argentina). Esta situación le permitió escapar de la justicia argentina cuando se realizaron pedidos de extradición para que fuese juzgada por posibles crímenes de lesa humanidad realizados durante su esporádico gobierno.

### Pedidos de extradición
En 2007 dos jueces argentinos (uno de Mendoza y otro de Buenos Aires) solicitaron a España la extradición de Martínez de Perón para ser juzgada por su hipotética participación en crímenes de lesa humanidad cometidos durante su gobierno. La justicia española rechazó ambos pedidos, considerando que ninguno de los dos casos trataba de crímenes de lesa humanidad.
La causa en Mendoza tramitó ante el juez federal de San Rafael Héctor Acosta, que investigaba la detención y posterior desaparición de Héctor Aldo Fagetti Gallego, en los últimos dos meses de la presidencia de Martínez de Perón. El juez Acosta pidió su extradición a la Interpol el 11 de enero de 2007 y al día siguiente fue arrestada en su domicilio de Villanueva de la Cañada, Comunidad de Madrid, España, siendo liberada condicionalmente pocas horas después mientras tramitaba la extradición. El juez ordenó también la detención de otros importantes funcionarios peronistas de su gobierno, como Ítalo Luder, Antonio Cafiero y Carlos Ruckauf, que fueron firmantes de los llamados decretos de aniquilamiento, considerados como punto de partida del terrorismo de Estado en la Argentina que luego se extendió y agravó tras el golpe de Estado cívico-militar de 1976.
Pocos días después el entonces juez federal Norberto Oyarbide de Buenos Aires, agregó su propio pedido al trámite de extradición, para que Martínez de Perón fuese procesada en una causa por crímenes cometidos por la Triple A durante su presidencia; entre ellos los asesinatos de Rodolfo Ortega Peña, Julio Troxler, Alfredo Alberto Curutchet y Silvio Frondizi. El 28 de abril de 2008, la Audiencia Nacional española rechazó los pedidos de extradición, argumentando que los supuestos crímenes atribuidos a la exjefa de Estado en ambas causas estaban prescriptos, pues no fueron considerados de lesa humanidad. A diferencia de la justicia española, la justicia argentina consideró que los crímenes de la Triple A sí fueron de lesa humanidad.
El 21 de junio de 2017 la Corte Suprema rechazó por unanimidad citar a la expresidenta en una causa por el Operativo Independencia.

### Aparición en 2017
El 29 de junio de 2017 Martínez de Perón publicó en el diario La Nación de Buenos Aires (en un gesto que llamó la atención mediática) un aviso fúnebre por el fallecimiento del sindicalista Gerónimo «Momo» Venegas, dirigente del peronismo ligado al entonces presidente Mauricio Macri. La hija del sindicalista afirmó que Martínez de Perón mantuvo una relación de amistad prolongada con su padre.

### Década del 2020: comunicaciones con el papa Francisco, homenajes y apariciones.
En el año 2020, Julio Piumato y el Padre Pepe di Paola organizaron un homenaje a la expresidenta exiliada en España; el evento se realizó en la Confederación General del Trabajo de la República Argentina, lugar donde se colocó una placa con el nombre de la viuda de Perón, quien en forma de audio, participó de la ceremonia. Ese mismo año, se publicó una biografía autorizada por la misma María Estela, escrita por Diego Mazzieri y titulada María Estela Martínez, por siempre de Perón.
En el marco de su cumpleaños número 90, el papa Francisco le regaló un rosario, manteniendo comunicaciones telefónicas esporádicas.
En 2022 el gremialista Julio Piumato exigió a la justicia que sobreseyese a Isabel Perón sobre los crímenes de la Triple A.
Durante fines de marzo del 2024, a los noventa y tres años de edad, Martínez de Perón reaparece en la escena política tras ser fotografiada recibiendo el Premio a la Hispanidad, distinción otorgada por Preserva, una asociación cultural sin fines de lucro que se dedica a “defender la hispanidad y la hispanósfera en toda España”. La premiación se realizo en la casa de la expresidenta, en Villafranca del Castillo, y su figura fue elegida para recibir dicha distinción por "su sacrificada entrega, su ejemplaridad sin tacha, su férreo e inapelable sostén de la palabra y de los principios, siempre trabajando por el bien común no sólo de los argentinos, también de todos los hispanos". La imagen de la viuda de Perón es la primera fotografía pública de su persona en décadas de ostracismo y reserva.
En 2024, el presidente de la Nación Javier Milei convocó a todos los expresidentes vivos del país a asistir a la firma del Pacto del 25 de Mayo el 9 de julio en la Casa de Tucumán. La expresidenta decidió no asistir.
En el marco del aniversario número 50° del fallecimiento de su esposo y de su asunción a la presidencia, el papa Francisco le envió un saludo en video a Isabel Perón, expresando que la recuerda siempre y que reza por ella.
En conmemoración del Día de la Lealtad, la vicepresidenta Victoria Villarruel inauguró un busto de Martínez de Perón en el Senado de la Nación Argentina reivindicando su figura por ser la primera mujer en ocupar la vicepresidencia y presidencia del país y por su lucha contra la guerrilla durante la década del 70

## Distinciones

Armas de María Estela Martínez como dama de la Real Orden de Isabel la Católica.

- Orden de la Estrella de Rumania
- Orden de Mayo
- Orden del Libertador San Martín
- Orden de Isabel la Católica

## Libros
- Las veinte verdades de la mujer justicialista (1972)
- Las verdades del justicialismo (1983)

## En la cultura popular

### Biografías
- Isabel Perón: La Argentina en los años de María Estela Martínez de Perón
- La Primera Presidente
- Isabel Perón, una mujer en la tormenta
- Isabel Martínez por siempre de Perón

### Obras de teatro
- Happyland[294]

### Filmografía
- Una casa sin cortinas (documental)
- Arde Madrid (serie de televisión, interpretada por Fabiana García Lago)

La expresidenta argentina, Isabel Perón, (Primera a la izquierda de la imagen) invitada especial a la jura de la nueva constitución nacional el 24 de agosto de 1994. El presidente Carlos Menem en el centro de la imagen con la banda presidencial y el bastón de mando. Palacio San José de Concepción del Uruguay (Entre Ríos).

## Valoración histórica
La presidencia de Martínez de Perón es considerada una de las más controvertidas de la historia Argentina, principalmente en lo que se refiere a los gobiernos constitucionales y en general recibiendo valoraciones negativas por parte de políticos, medios e historiadores.
El grupo golpista que la derrocó instaló en la población la idea de que la caída de Martínez de Perón era «inevitable». Esto no se detuvo después del golpe y la dictadura cívico-militar que sucedió a Martínez de Perón recurrió varias veces a recordar el «flagelo subversivo», la «demagogia», la «corrupción», el «caos», el «vacío de poder», la «carencia de soluciones» institucionales y la «irresponsabilidad en el manejo de la economía», entre otros, como una serie de factores justificantes del golpe militar y del terrorismo de Estado sistemático. Se le atribuye un papel destacado en la represión política que acompañó el desangramiento del gobierno constitucional y que legitimó en gran medida las tácticas de la dictadura posterior mediante los decretos de aniquilamiento. Durante la restauración de la democracia, la controversia en torno a su papel durante la experiencia constitucional previa es ampliamente tenida en cuenta como un factor preponderante en los problemas internos y externos que llevaron al Partido Justicialista a perder las elecciones presidenciales de 1983.
Dentro del propio peronismo, la controversia en torno a la presidencia de Martínez de Perón es mucho más marcada. Durante su mandato y posterior liderazgo del Partido Justicialista y antes de la llegada de Antonio Cafiero a la conducción del partido, un sector predominantemente ortodoxo del peronismo le guardaba respeto por el hecho de ser la viuda de Perón. Las críticas hacia ella provenían en su mayoría del sector izquierdista del justicialismo, que fue uno de los principales blancos de la represión política de la Triple A y otros grupos durante su presidencia. En la actualidad, ningunos de los principales sectores del justicialismo reivindica o valora en realidad su figura, lo que ha llevado a que se emitan opiniones considerando a Martínez de Perón como un «tabú» para dicho movimiento político. A diferencia de otros presidentes constitucionales, Martínez de Perón no tiene un busto decorativo en la Casa Rosada, hecho que condujo a protestas y peticiones por parte de grupos peronistas minoritarios para que este fuera instalado durante el gobierno de Cristina Fernández de Kirchner. En 2020, un anticuario argentino recuperó y entregó al gobierno argentino el busto de la expresidenta Martínez de Perón, esculpido en 2008 a pedido del entonces presidente Néstor Kirchner, que había desaparecido.
Con respecto a las opiniones históricas o públicas sobre su presidencia, numerosas fuentes afirman que, si bien no se realizaron encuestas de opinión pública durante su mandato y no tuvieron lugar elecciones nacionales que así lo demostraran, el golpe militar recibió un relativo apoyo popular inicial debido a un supuesto descontento público elevado contra el gobierno constitucional. Algunos críticos consideran que Martínez de Perón careció de poder alguno durante su presidencia, siendo por lo general retratada como una figura «débil» o «inoperante», y que su gobierno fue blanco de la influencia y manipulación de sectores políticos de variada índole, lo cual explicaría la violencia y el clima político enrarecido durante el período, así como el descalabro económico. El periódico español El País se refirió a ella como una «analfabeta política» en un artículo de 1983. El argumento de su supuesta inhabilidad ha sido puesto en duda por otros sectores, que defienden que se trató de una responsable consciente de la represión, aunque en general las fuentes y opiniones coinciden en que Martínez de Perón no tenía la destreza política requerida para ejercer el liderazgo ejecutivo de un país fuertemente presidencialista como la Argentina, incapacidad que se vio agravada por el vacío de poder dejado por la muerte de Perón y el contexto regional e internacional en el que le tocó gobernar. Un sondeo de opinión realizado en Argentina a principios de 2007 determinó que alrededor de un 60% de los encuestados apoyaba su posible extradición y enjuiciamiento por crímenes de lesa humanidad, y casi tres cuartos la consideraban responsable consciente de los crímenes cometidos por la Triple A.